# 日本における2019年コロナウイルス感染症の流行状況
日本における2019年コロナウイルス感染症の流行状況（にほんにおける2019ねんコロナウイルスかんせんしょうのりゅうこうじょうきょう）では、日本における新型コロナウイルス感染症（COVID-19）の流行状況について述べる。
2020年1月15日、日本国内では、初の新型コロナウイルス陽性者として中国武漢への渡航歴のある神奈川県在住の30代の中国籍の男性が報告された。3月1日、厚生労働省はこれまでの集団感染事例から、「換気の悪い密集空間」（「3つの密」も参照）に行くことを避けるよう勧告した。2021年8月6日には、国内の累計感染者数が1,000,000人を超えた。2022年初めに大統領選のあった韓国に抜かれるまでは東アジア最多で、南アジア・中東・中央アジアを除いたアジア全体でもインドネシア・フィリピンに次ぐ感染者数であった。参院選で人の動きが活発になった同年7月14日には、国内の累計感染者数が10,000,000人を超え、この時点で感染者の8割が半年間に集中して発生した。
2023年5月8日までに日本国内の1日当たりの感染者数が最も多かったのは、2022年8月19日に確認された261,004人である。

## 略年譜

### 2020年

#### 1月
- 1月15日、中国湖北省武漢への渡航歴のある神奈川県在住の30代の中国籍の男性が感染していたことが報告された（日本国内初の感染者）[5]。

#### 2月
- 2月13日 - 日本国内で初の死者が発生[11]。
- 2月21日 - 日本国内の累計感染者数が100人を超えた[12]。
- 2月27日 - 安倍晋三内閣総理大臣（当時）が3月2日から日本全国の小中高校の臨時休校を要請[13]。

#### 3月
- 3月13日 - 改正新型インフルエンザ等対策特別措置法（新型コロナウイルス特措法）が成立する[13]。
- 3月21日 - 日本国内の累計感染者数が1,000人を超えた[14]。
- 3月24日 - 国際オリンピック委員会（IOC）と東京2020組織委員会は、東京2020大会の延期を発表[15]。

#### 4月
- 4月3日 - 日本国内の累計感染者数が3,000人を超えた[16]。
- 4月7日 - 埼玉県、千葉県、東京都、神奈川県、大阪府、兵庫県、福岡県の7都府県に対し5月6日までの緊急事態宣言が発出された[17]。
- 4月12日 - 日本国内の累計死者数が100人を超えた[18]。
- 4月16日 - 全都道府県に対し緊急事態宣言が発出された[19]。
- 4月18日 - 日本国内の累計感染者数が10,000人を超えた[20]。
- 4月22日 - 日本国内の累計死者数が200人を超えた[21]。
- 4月25日 - 東京都内の累計死者数が100人を超えた[22]。
- 4月中 - 日本国内の累計死者数が500人を超えた[4]。

#### 5月
- 5月3日 - 日本国内の累計感染者数が15,000人を超えた[23]。
- 5月4日 - 安倍首相が緊急事態宣言の5月31日までの延長を発表[24]。
- 5月14日 - 政府が全国39県の緊急事態宣言を解除[25]。
- 5月21日 - 政府が兵庫県･大阪府･京都府の3府県の緊急事態宣言を解除。東京都・神奈川県・埼玉県・千葉県・北海道は宣言を継続し、解除するかを25日に再検討する[26]。
- 5月22日 - 日本国内の累計死者数が800人を超えた[27]。
- 5月25日 - 政府は残る東京都・神奈川県・埼玉県・千葉県・北海道の5都道県に対する緊急事態宣言を解除した[28]。
- 5月29日 - 東京都内の累計死者数が300人を超えた[29]。

#### 6月
- 6月19日 - 東京都など首都圏の1都3県や、北海道の都道府県をまたぐ移動の自粛要請が解除された[30]。

#### 7月
- 7月7日 - 日本国内の累計感染者数が20,000人を超えた[31]。
- 7月16日 - 参議院予算委員会の閉会中審査で児玉龍彦東京大学名誉教授が東京都で『エピセンター』（感染集積地）が形成されているとの見解を明らかにした[32]。政府はGo To キャンペーン対象発着地から東京都を外す決定を行った[33]。
- 7月22日 - 東京都内の累計感染者数が10,000人を超えた[34]。
- 7月26日 - 日本国内の累計感染者数が30,000人を超えた[35]。
- 7月28日 - 日本国内の累計死者数が1,000人を超えた[36]。
- 7月29日 - 岩手県内で初めて感染者が確認され、これにより全都道府県で感染者が確認されたこととなる[37]。
- 7月31日 - 沖縄県が、感染者の急増を受けて県独自の緊急事態宣言を、8月1日から8月15日まで発令すると発表した[38]（その後、9月5日まで延長[39]）。

#### 8月
- 8月3日 - 日本国内の累計感染者数が40,000人を超えた[40]。
- 8月5日 - 神奈川県内の累計死者数が100人を超えた[41]。
- 8月6日 - 愛知県が、感染者の急増を受けて県独自の緊急事態宣言を、8月6日から8月24日まで発令すると発表した[42]。
- 8月11日 - 日本国内の累計感染者数が50,000人を超えた[43]。
- 8月20日 - 日本国内の累計感染者数が60,000人を超えた[44]。
- 8月27日 - 東京都内の累計感染者数が20,000人を超えた[45]。

#### 9月
- 9月3日 - 日本国内の累計感染者数が70,000人を超えた[46]。
- 9月18日 - 日本政府は東京都をGoToトラベルの対象に追加した[47]。
- 9月19日 - 大阪府内の累計感染者数が10,000人を超えた[48]。
- 9月23日 - 日本国内の累計感染者数が80,000人を超えた[49]。
- 9月26日 - 東京都内の死者数が400人に達した[50]。

#### 10月
- 10月13日 - 日本国内の累計感染者数が90,000人を超えた[51]。
- 10月25日 - 東京都内の累計感染者数が30,000人を超えた[52]。
- 10月30日 - 日本国内の累計感染者数が100,000人を超えた[53]。

#### 11月
- 11月14日 - 神奈川県内の累計感染者数が10,000人を超えた[54]。
- 11月24日 - 日本国内の累計死者数が2,000人を超えた[55]。
- 11月28日 - 東京都内の累計感染者数が40,000人を超えた。
- 11月29日 - 大阪府内の累計感染者数が20,000人を超えた[56]。愛知県内の累計感染者数が10,000人を超えた[57]。

#### 12月
- 12月1日 - 日本国内の累計感染者数が150,000人を超えた[58]。
- 12月3日 - 大阪府が重症患者急増を受けて、医療非常事態宣言を発令した[59]。
- 12月6日 - 北海道内の累計感染者数が10,000人を超えた[60]。
- 12月11日 - 埼玉県内の累計感染者数が10,000人を超えた[61]。
- 12月18日 - 東京都内の累計感染者数が50,000人を超えた[62]。
- 12月21日 - 日本国内の累計感染者数が200,000人を超えた[63]。同日、日本医師会など医療関係9団体が共同で「医療緊急事態宣言」を発表した[64]。
- 12月22日 - 日本国内の累計死者数が3,000人を超えた[65]。
- 12月26日 - 千葉県内の累計感染者数が10,000人を超えた[66]。
- 12月28日 - GoToトラベルが全国で一斉に停止された。12月14日に政府により発表されていた（当初は2021年1月11日までを予定していたが、その後3月7日まで延長し、更に当面延長した）[67]。
- 12月29日 - 神奈川県内の累計感染者数が20,000人を超えた[68]。
- 12月31日 - 兵庫県内の累計感染者数が10,000人を超えた[69]。大阪府内の累計感染者数も30,000人を超えた[70]。東京都内の累計感染者数も60,000人を超えた[71]。

### 2021年

#### 1月
- 1月5日 - 日本国内の累計感染者数が250,000人を超えた[72]。
- 1月7日 - 埼玉県、千葉県、東京都、神奈川県の4都県に対し1月8日から2月7日までの緊急事態宣言を発令[73]。同日、福岡県内の累計感染者数が10,000人を超えた[74]。
- 1月8日 - 東京都内の累計感染者数が70,000人を超えた[75]。
- 1月9日 - 日本国内の累計死者数が4,000人を超えた[76]。
- 1月13日 - 国内累計感染者数が300,000人を超えた[77]。同日、愛知県内の累計感染者数が20,000人を超えた[78]。
- 1月14日 - 栃木県、岐阜県、愛知県、京都府、大阪府、兵庫県、福岡県の7府県を14日より緊急事態宣言の対象地域に追加することを決定[79]。同日、東京都内の累計感染者数が80,000人を超えた[80]。同日、神奈川県内の累計感染者数も30,000人を超えた[81]。
- 1月16日 - 埼玉県内の累計感染者数が20,000人を超えた[82]。
- 1月21日 - 東京都内の累計感染者数が90,000人を超えた[83]。大阪府内の累計感染者数が40,000人を超えた[84]。
- 1月23日 - 日本国内の累計死者数が5,000人を超えた[85]。
- 1月24日 - 千葉県内の累計感染者数が20,000人を超えた[86]。
- 1月30日 - 神奈川県内の累計感染者数が40,000人を超えた[87]。
- 1月中 - 日本国内の累計死者数が6,000人を超えた[4]

#### 2月
- 2月1日 - 東京都内の累計感染者数が100,000人を超えた[88]。
- 2月2日 - 日本政府が緊急事態宣言について、栃木県を除き3月7日までの延長を発表[89]。
- 2月4日 - 日本国内の累計感染者数が400,000人を超えた[90]。
- 2月6日 - 東京都内の累計死者数が1,000人を超えた[91]。
- 2月8日 - 大阪府内の累計死者数が1,000人を超えた[92]。
- 2月13日 - 新型インフルエンザ等対策特別措置法（新型コロナウイルス特措法）が一部改正、同日より施行された[93]。
- 2月15日 - 日本国内の累計死者数が7,000人を超えた[94]。
- 2月17日 - 日本国内で新型コロナウイルスのワクチンの接種が開始された[95]。
- 2月23日 - 東京都内の累計感染者数が110,000人を超えた。
- 2月28日 - この日を最後に、岐阜県、愛知県、京都府、大阪府、兵庫県、福岡県の6府県の緊急事態宣言が先行解除された（残る埼玉県、千葉県、東京都、神奈川県は解除見送り）[96]。
- 2月中 - 日本国内の累計死者数が8,000人を超えた[4]。

#### 3月
- 3月5日 - 日本政府が埼玉県、千葉県、東京都、神奈川県の1都3県に発令中の緊急事態宣言について、3月21日までの延長を正式決定[97]。
- 3月7日 - 埼玉県内の累計感染者数が30,000人を超えた[98]。
- 3月9日 - 東京都内の累計死者数が1,500人に達した[99]。
- 3月16日 - 北海道内の累計感染者数が20,000人を超えた[100]。同日、神奈川県が同県で発生した死者のうち2人について、変異ウイルスによる日本国内初の死者であると発表[101]。
- 3月18日 - 宮城県は感染者の急拡大を受け、この日から4月11日まで、県内全域に県独自の緊急事態宣言を発出した[102]。翌日の3月19日には隣県の山形県が宮城県との往来自粛を求めた[103]。
- 3月22日 - この日の午前0時を以って、埼玉県、千葉県、東京都、神奈川県の1都3県に発令されていた緊急事態宣言が解除された[104]。同日、山形市を対象に4月11日までの独自の緊急事態宣言が発出された[105]。
- 3月26日 - 日本国内の累計死者数が9,000人を超えた[106]。
- 3月27日 - 山形県寒河江市を対象に4月11日までの独自の緊急事態宣言が発出された[107]。
- 3月29日 - 東京都内の累計感染者数が120,000人を超えた。
- 3月31日 - 兵庫県内の累計感染者数が20,000人を超えた[108]。

#### 4月
- 4月4日 - 千葉県内の累計感染者数が30,000人を超えた。
- 4月5日 - 大阪府大阪市、兵庫県神戸市・西宮市・尼崎市、宮城県仙台市に5月5日までのまん延防止等重点措置を発令した[109][110]。
- 4月6日 - 沖縄県の累計感染者数が10,000人を超えた[111]。
- 4月7日 - 大阪府が独自の医療非常事態宣言を発出した[112]。
- 4月8日 - 京都府の累計感染者数が10,000人を超えた[113]。
- 4月10日 - 日本国内の累計感染者数が500,000人を超えた[114]。
- 4月11日 - 大阪府の累計感染者数が60,000人を超えた[115]。
- 4月12日 - 沖縄県の8市[注 4]、京都府京都市に5月5日までの、東京都の23区6市[注 5]に5月11日までのまん延防止等重点措置を適用した[116][117]。
- 4月15日 - 神奈川県の累計感染者数が50,000人を超えた[118]。
- 4月17日 - 愛知県内の累計感染者数が30,000人を超えた[119]。福岡県内の累計感染者数も20,000人を超えた[120]。
- 4月18日 - 東京都の累計感染者が130,000人を超えた[121]。
- 4月20日 - 埼玉県さいたま市・川口市、千葉県の5市[注 6]、神奈川県横浜市・川崎市・相模原市、愛知県名古屋市に5月11日までのまん延防止等重点措置を追加適用した[122][123]。
- 4月22日 - 兵庫県は、まん延防止等重点措置の対象に、計6市町[注 7]を5月5日を期限として追加適用した[124]。
- 4月24日 - 沖縄県は、まん延防止等重点措置の対象に、宮古島市を5月11日を期限として追加適用した[125]。
- 4月25日 - 東京都・大阪府・京都府・兵庫県に5月11日までの緊急事態宣言が発令された[126][127]。同日、まん延防止等重点措置を5月11日までの期限で愛媛県松山市に追加適用した[128][129]。全てのまん延防止等重点措置の期限を5月11日とした[129]。
- 4月26日 - 日本国内の累計死者数が10,000人を超えた[130]。
- 4月27日 - 兵庫県内の累計感染者が30,000人を超えた[131]。
- 4月28日 - 神奈川県は6市[注 8]を[132]、埼玉県は13市町[注 9]を[133]、千葉県は7市[注 10]を[134] それぞれ5月11日を期限としてまん延防止等重点措置の対象に追加した。
- 4月29日 - 大阪府の累計感染者が80,000人を超えた[135]。

#### 5月
- 5月1日 - 沖縄県はまん延防止等重点措置に5町[注 11]を5月11日を期限として追加適用した[136]。同日、東京都の累計感染者が140,000人を超えた[137]。
- 5月2日 - 日本の累計感染者が600,000人を超えた[138]。
- 5月7日 - 政府が緊急事態宣言の期限を5月31日まで延長することを決定した[139][140]。同日、まん延防止等重点措置の期限も宮城県を除き5月31日まで延長した[139][140]。
- 5月9日 - 政府はまん延防止等重点措置を北海道札幌市に[141]、岐阜県の16市町[注 12]に[139][142]、三重県の12市町[注 13]に[143]、5月31日までのまん延防止等重点措置が発令された[140]。
- 5月10日 - 大阪府の累計感染者が90,000人を超えた[144]。また、同日埼玉県の累計感染者数が40,000人を超えた[145]。
- 5月12日 - 政府は、緊急事態宣言の対象地域に愛知県と福岡県を5月31日を期限として追加した[139][140]。同日、神奈川県は8市町[注 14]を5月31日までのまん延防止等重点措置の対象に追加した[146]。
- 5月13日 - 東京都の累計感染者数が150,000人を超えた[147]。
- 5月15日 - 愛知県の累計感染者数が40,000人を超えた[148]。
- 5月16日 - 政府は緊急事態宣言の対象地域に5月31日までの期限で北海道と広島県、岡山県を追加した[149][150]。同日、まん延防止等重点措置の対象地域に6月13日までの期限で群馬県の10市町[注 15][151]、石川県金沢市[152]、熊本県熊本市[153] が追加された[149][150]。同日、北海道の累計感染者数が30,000人を超えた[154]。同日、福岡県の累計感染者数が30,000人を超えた[155]。
- 5月18日 - 大阪府の累計死者数が2,000人を超えた[156]。同日、兵庫県の累計死者数が1,000人を超えていたことが発表された[157]。
- 5月19日 - 日本の累計感染者が700,000人を超えた[158]。
- 5月21日 - 東京都の累計死者数が2,000人を超えた[159]。
- 5月22日 - この日を最後に愛媛県のまん延防止等重点措置を解除した[160]。
- 5月23日 - この日、政府は、6月20日までの期限で沖縄県に緊急事態宣言を発令した[161][162]。同日、北海道の累計死者数が1,000人を超えた[163]。
- 5月25日 - 神奈川県の累計感染者数が60,000人を超えた[164]。
- 5月26日 - 広島県の累計感染者数が10,000人を超えた[165]。
- 5月28日 - 政府は、緊急事態宣言の期限を6月20日まで延長することを決定した[166][167]。同日、政府は、まん延防止等重点措置の期限を群馬県・石川県・熊本県を除き6月20日に延長した[166][167]。
- 5月29日 - 東京都の累計感染者数が160,000人を超えた[168]。

#### 6月
- 6月1日 - 神奈川県はまん延防止等重点措置の対象地域に小田原市・平塚市・秦野市を6月20日を期限として追加した[169]。
- 6月2日 - 大阪府の累計感染者数が100,000人を超えた[170]。
- 6月4日 - 兵庫県の累計感染者数が40,000人を超えた[171]。
- 6月5日 - 岐阜県はまん延防止等重点措置の対象地域に八百津町を6月20日を期限として追加した[172]。
- 6月10日 - 北海道の累計感染者数が40,000人を超えた[173]。同日、茨城県の累計感染者数が10,000人を超えた[174]。
- 6月13日 - この日をもって群馬県、石川県、熊本県のまん延防止等重点措置を解除した[175][176]。
- 6月15日 - 愛知県の累計感染者数が50,000人を超えた[177]。
- 6月16日 - 島根県内で初めて死者が確認され、これにより全都道府県で死者が確認されたこととなる[178]。
- 6月17日 - 政府は沖縄県の緊急事態宣言の期限を7月11日まで延長することを決定した[179][180]。
- 6月19日 - 沖縄県の累計感染者数が20,000人を超えた[181]。
- 6月20日 - この日の24時をもって沖縄県を除き緊急事態宣言を解除した[180][179]。同日、千葉県は、野田市・流山市・我孫子市・鎌ケ谷市・八千代市・柏市のまん延防止等重点措置を解除した[182]。
- 6月21日 - 政府はまん延防止等重点措置を北海道札幌市[183]、東京都の23区及び檜原村、奥多摩町を除く多摩地域の市町[184]、愛知県の14市町[注 16][185]、京都府京都市[186]、大阪府の全ての市[187]、兵庫県の15市町[注 17][188]、福岡県福岡市・久留米市・北九州市に[189]、7月11日の期限で適用した[180][190]。同日、千葉県は5市[注 18]をまん延防止等重点措置に追加した[182]。
- 6月23日 - 東京都の累計感染者数が170,000人を超えた[191]。
- 6月28日 - 千葉県の累計感染者数が40,000人を超えた[192]。
- 6月中 - 日本国内の累計死者数が15,000人を超えた[4]。

#### 7月
- 7月1日 - 日本国内の累計感染者数が800,000人を超えた[193]。
- 7月2日 - 千葉県は、成田市を8月22日までの期限でまん延防止等重点措置の対象地域に追加した[194]。同日、愛知県は14市町[注 19]のまん延防止等重点措置を解除した[195]。
- 7月3日 - 愛知県は蒲郡市を8月22日を期限としてまん延防止等重点措置の対象地域に追加した[195]。
- 7月8日 - 政府は、沖縄県に出されている緊急事態宣言の期限と、埼玉県・千葉県・神奈川県・大阪府のまん延防止等重点措置の期限を8月22日まで延長した[196][197]。
- 7月11日 - 政府は北海道、愛知県、京都府、兵庫県、福岡県、東京都に発令されているまん延防止等重点措置を解除した[196][197]。同日、千葉県は4市[注 20]のまん延防止等重点措置を解除した[198]。同日、神奈川県の累計感染者数が70,000人を超えた[199]。
- 7月12日 - 政府は、8月22日を期限として東京都に緊急事態宣言を発令した[196][197]。同日、千葉県は柏市に8月22日を期限としてまん延防止等重点措置を発令した[198]。
- 7月19日 - 千葉県は、八千代市・鎌ケ谷市に8月22日までの期限でまん延防止等重点措置を発令した[200]。
- 7月20日 - 埼玉県の累計感染者数が50,000人を超えた[201]。同日、埼玉県は、18市町[注 21]に8月22日までの期限でまん延防止等重点措置を発令した[202]。
- 7月21日 - 愛知県の累計死者数が1,000人を超えた[203]。
- 7月22日 - 静岡県の累計感染者数が10,000人を超えた[204]。
- 7月26日 - 東京都の累計感染者数が200,000人を超えた[205]。
- 7月27日 - 大阪府の累計感染者数が110,000人を超えた[206]。
- 7月29日 - 日本国内の累計感染者数が900,000人を超えた[207]。同日、神奈川県の累計感染者数が80,000人を超えた[208]。
- 7月30日 - 政府は、東京都、沖縄県の緊急事態宣言を8月31日まで延長することを決定した[209][210]。

#### 8月
- 8月2日 - 政府は千葉県、埼玉県、神奈川県、大阪府に8月31日を期限として緊急事態宣言を発令した[209][210]。同日、政府は北海道札幌市[211]、京都府京都市[212]、兵庫県の15市町[注 22][213]、石川県金沢市[214]、福岡県の13市2郡[注 23][215]に8月31日を期限としてまん延防止等重点措置を発令した[209][210]。同日、千葉県の累計感染者数が50,000人を超えた[216]。
- 8月3日 - 宮城県の累計感染者数が10,000人を超えた[217]。
- 8月5日 - 神奈川県の累計感染者数が90,000人を超えた。
- 8月6日 - 日本国内の累計感染者数が1,000,000人を超えた[7]。
- 8月8日 - 政府は福島県いわき市[218]、茨城県の38市町村[注 24][219]、栃木県の23市町[注 25][220]、群馬県の20市町村[注 26][221]、静岡県の22市町[注 27][222]、愛知県の9市町[注 28][223]、滋賀県の13市[注 29][224]、熊本県熊本市[225]にまん延防止等重点措置を発令した[226][227]。同日、京都府の累計感染者数が20,000人を超えた[228]。
- 8月9日 - 岐阜県の累計感染者数が10,000人を超えた[229]。
- 8月10日 - 神奈川県の累計感染者数が100,000人を超えた[230]。
- 8月11日 - 沖縄県の累計感染者数が30,000人を超えた[231]。
- 8月13日 - 栃木県および奈良県の累計感染者数が、それぞれ10,000人を超えた[232][233]。
- 8月14日 - この日、北海道は石狩地方・小樽市にまん延防止等重点措置を発令した[234]。同日、兵庫県の累計感染者数が50,000人を超えた[235]。
- 8月15日 - 茨城県は5市町[注 30][236]、静岡県は焼津市・藤枝市・磐田市[237]にそれぞれまん延防止等重点措置を発令した。同日、愛知県の累計感染者数が60,000人を超えた[238]。
- 8月16日 - 栃木県は茂木町にまん延防止等重点措置を発令した[239]。同日、岡山県の累計感染者数が10,000人を超えた[240]。
- 8月17日 - 政府は、緊急事態宣言とまん延防止等重点措置の期限を9月12日まで延長することを決定した[241][242]。同日、京都府は7市[注 31]にまん延防止等重点措置を発令した[243]。同日、北海道の累計感染者数が50,000人を超えた[244]。
- 8月18日 - 埼玉県の累計感染者数が80,000人を超えた。
- 8月20日 - 政府は、茨城県、栃木県、群馬県、静岡県、京都府、兵庫県、福岡県に緊急事態宣言を、宮城県仙台市[245]、富山県富山市[246]、山梨県の18市町村[注 32][247]、岐阜県の15市町[注 33][248]、三重県全域[249]、岡山県岡山市・倉敷市[250]、広島県の12市町[注 34][251]、香川県高松市[252]、愛媛県松山市[253]、鹿児島県鹿児島市・霧島市・姶良市[254]にまん延防止等重点措置をそれぞれ発令した[241][242]。同日、北海道は旭川市に9月12日を期限としてまん延防止等重点措置を発令した[255]。同日、東京都の累計感染者数が300,000人を超えた[256]。同日、熊本県の累計感染者数が10,000人を超えた[257]。
- 8月21日 - 愛知県はこの日の0時をもって飛島村のまん延防止等重点措置を解除し、9月12日を期限として28市町[注 35]にまん延防止等重点措置を発令した[258]。
- 8月23日 - 福島県は郡山市に9月12日を期限としてまん延防止等重点措置を発令した[259]。
- 8月24日 - 大阪府の累計感染者数が150,000人を超えた[260]。同日、愛知県の累計感染者数が70,000人を超えた。同日、埼玉県の累計感染者数が90,000人を超えた。
- 8月25日 - 三重県の累計感染者数が10,000人を超えた[261]。
- 8月26日 - 福島県は福島市にまん延防止等重点措置を発令した[262]。同日、千葉県の累計感染者数が80,000人を超えた。同日、兵庫県および福岡県の累計感染者数が60,000人を超えた。同日、静岡県の累計感染者数が20,000人を超えた[263]。
- 8月27日 - 政府は、北海道、宮城県、岐阜県、愛知県、三重県、滋賀県、岡山県、広島県に緊急事態宣言を、高知県高知市[264]、佐賀県唐津市[265]、長崎県長崎市・佐世保市[266]、宮崎県宮崎市・日向市・門川町[267]にまん延防止等重点措置が9月12日を期限としてそれぞれ発令した[268][269]。滋賀県の累計感染者数が10,000人を超えた[270]。同日、沖縄県の累計感染者数が40,000人を超えた[271]。
- 8月28日 - 茨城県の累計感染者数が20,000人を超えた[272]。
- 8月29日 - 愛知県の累計感染者数が80,000人を超えた[273]。
- 8月30日 - 埼玉県の累計感染者数が100,000人を超えた[274]。
- 8月31日 - 京都府の累計感染者数が30,000人を超えた[275]。

#### 9月
- 9月1日 - 日本国内の累計感染者数が1,500,000人を超えた[276]。
- 9月2日 - 神奈川県の累計感染者数が150,000人を超えた[277]。
- 9月3日 - 千葉県の累計感染者数が90,000人を超えた[278]。
- 9月4日 - 愛知県の累計感染者数が90,000人を超えた[279]。
- 9月7日 - 広島県の累計感染者数が20,000人を超えた[280]。
- 9月9日 - 政府は、宮城県、岡山県を除いた緊急事態宣言を、富山県、山梨県、愛媛県、高知県、佐賀県、長崎県を除いたまん延防止等重点措置を9月30日まで延長した[281][282]。
- 9月11日 - 埼玉県の累計感染者数が110,000人を超えた[283]。
- 9月13日 - この日の0時をもって富山県、山梨県、愛媛県、高知県、佐賀県、長崎県に発令されていたまん延防止等重点措置と宮城県、岡山県に出されていた緊急事態宣言が解除され、9月30日までの期限で宮城県仙台市[284]、岡山県の17市町[注 36][285]にまん延防止等重点措置を発令した[281][282]。同日、愛知県の累計感染者数が100,000人を超えた[286]。
- 9月24日 - 北海道の累計感染者数が60,000人を超えた[287]。
- 9月28日 - 埼玉県の累計死者数が1,000人を超えた[288]。

#### 10月
- 10月1日 - この日の午前0時をもって緊急事態宣言及びまん延防止等重点措置が解除された[289]。
- 10月2日 - 大阪府の累計感染者数が200,000人を超えた[290]。同日、千葉県の累計死者数が1,000人を超えた[291]。
- 10月8日 - 大阪府および東京都の累計死者数が3,000人を超えた[292][293]。
- 10月10日 - 千葉県の累計感染者数が100,000人を超えた[294]。
- 10月15日 - 沖縄県の累計感染者数が50,000人を超えた[295]。

#### 11月
- 11月中 - 日本国内の累計死者数が20,000人を超えた[4]。

### 2022年

#### 1月
- 1月5日 - 神奈川県の累計感染者数が170,000人を超えた[296]。
- 1月9日 - 政府は広島県の13市町[注 37][297]、山口県岩国市・和木町[298]、沖縄県全域[299]にまん延防止等重点措置を1月31日を期限として発令した[300][301]。
- 1月12日 - 兵庫県の累計感染者数が80,000人を超えた[302]。
- 1月13日 - 鹿児島県の累計感染者数が10,000人を超えた[303]。国内の死者が18,428人となり、東日本大震災による死者・不明者の計である18,426人を上回った。
- 1月14日 - 広島県はまん延防止等重点措置を全域に発令した[304]。
- 1月15日 - 東京都の累計感染者数が400,000人を超えた。
- 1月16日 - 京都府の累計感染者数が40,000人を超えた[305]。同日、広島県の累計感染者数が30,000人を超えた[306]。同日、岐阜県の累計感染者数が20,000人を超えた[307]。
- 1月17日 - 福島県および新潟県の累計感染者数がそれぞれ10,000人を超えた[308][309]。
- 1月20日 - 日本国内の累計感染者数が200万人を超えた[310]。
- 1月21日 - 政府は東京都全域[311]、神奈川県全域[312]、埼玉県全域[313]、千葉県全域[314]、群馬県全域[315]、新潟県全域[316]、岐阜県全域[317]、愛知県の東栄町・豊根村以外全域[318]、三重県の24市町[注 38]、香川県の14市町[注 39][319]に2月13日を期限としてまん延防止等重点措置を発令した[320][321]。
- 1月22日 - 大分県の累計感染者数が10,000人を超えた[322]。熊本県の累計感染者数が20,000人を超えた[323]。
- 1月23日 - 兵庫県の累計感染者数が100,000人を超えた[324]。
- 1月24日 - 神奈川県の累計感染者数が200,000人を超えた[325]。京都府の累計感染者数が50,000人を超えた[326]。奈良県および岡山県の累計感染者数が20,000人を超えた[327][328]。広島県の累計感染者数が40,000人を超えた[329]。長崎県の累計感染者数が10,000人を超えた[330]。
- 1月25日 - 石川県の累計感染者数が10,000人を超えた[331]。福岡県の累計感染者数が100,000人を超えた[332]。同日、香川県は綾川町・まんのう町をまん延防止等重点措置に追加した[319]。
- 1月27日 - 政府は北海道全域、青森県弘前市、山形県の6市町[注 40]、福島県の5市[注 41]、茨城県全域、栃木県全域、石川県全域、長野県全域、静岡県全域、京都府全域、大阪府全域、兵庫県全域、島根県全域、岡山県全域、福岡県全域、佐賀県全域、大分県全域、鹿児島県全域に2月20日を期限としてまん延防止等重点措置を発令し、広島県、山口県、沖縄県のまん延防止等重点措置を2月20日まで延長した。東京都の累計感染者数が500,000人を超えた[333]。
- 1月28日 - 宮城県の累計感染者数が20,000人を超えた[334]。大阪府の累計感染者数が300,000人を超えた[335]。宮崎県と佐賀県の累計感染者数が10,000人を超えた[336]。沖縄県の累計感染者数が80,000人を超えた[337]。
- 1月29日 - 和歌山県の累計感染者数が10,000人を超えた[338]。
- 1月30日 - 愛媛県の累計感染者数が10,000人を超えた[339]。
- 1月31日 - 青森県の累計感染者数が10,000人を超えた[340]。

#### 2月
- 2月3日 - 日本国内の累計感染者数が300万人を超えた[341]。同日、政府は和歌山県全域に2月27日を期限としてまん延防止等重点措置を発令した[342]。
- 2月5日 - 香川県の累計感染者数が10,000人を超えた[343]。
- 2月6日 - 愛知県と埼玉県の累計感染者数が200,000人を超えた[344]。
- 2月10日 - 富山県の累計感染者数が10,000人を超えた[345]。同日、政府は高知県全域に3月6日を期限としてまん延防止等重点措置を発令し、群馬県、埼玉県、千葉県、東京都、神奈川県、新潟県、愛知県、三重県、岐阜県、香川県、長崎県、熊本県、宮崎県のまん延防止等重点措置を3月6日まで延長した。
- 2月11日 - 三重県の累計感染者数が30,000人を超えた[346]。長崎県の累計感染者数が20,000人を超えた[347]。
- 2月13日 - 大阪府内の累計感染者数が500,000人を超えた[348]。兵庫県内の累計感染者数が200,000人を超えた[349]。
- 2月15日 - 日本国内の累計感染者数が400万人を超えた[350]。
- 2月17日 - 高知県の累計感染者数が10,000人を超えた[351]。
- 2月18日 - 福岡県の累計感染者数が200,000人を超えた[352]。
- 2月20日 - 山形県および福井県の累計感染者数が10,000人を超えた[353][354]。
- 2月22日 - 国内の死者が22,294人となり、東日本大震災による関連死を含む死者・不明者の計である22,207人を上回った。
- 2月23日 - 大阪府の累計感染者数が600,000人を超えた。奈良県の累計感染者数が50,000人を超えた。
- 2月26日 - 岩手県と徳島県の累計感染者数が10,000人を超えた[355][356]。
- 2月28日 - 日本国内の累計感染者数が500万人を超えた[357]。

#### 3月
- 3月1日 - 東京都の累計感染者数が100万人を超えた[358]。沖縄県の累計感染者数が100,000人を超えた[359]。
- 3月2日 - 秋田県の累計感染者数が10,000人を超えた[360]。新潟県の累計感染者数が30,000人を超えた[361]。滋賀県の累計感染者数が50,000人を超えた[362]。
- 3月3日 - 岡山と熊本両県の累計感染者数が50,000人を超えた[363][364]。
- 3月5日 - 富山県の累計感染者数が20,000人を超えた[365]。
- 3月6日 - 福岡県の累計死者数が1,000人を超えた。
- 3月8日 - 栃木県の累計感染者数が50,000人を超えた[366]。
- 3月9日 - 神奈川県の累計感染者数が500,000人を超えた[367]。静岡県の累計感染者数が100,000人を超えた[368]
- 3月12日 - 長崎県の累計感染者数が30,000人を超えた。
- 3月14日 - 石川県の累計感染者数が30,000人を超えた。
- 3月16日 - 宮城県の累計感染者数が50,000人を超えた。 兵庫県の累計死者数が2,000人を超えた。
- 3月19日 - 茨城県の累計感染者数が100,000人を超えた。
- 3月24日 - 大分県の累計感染者数が30,000人を超えた。
- 3月25日 - 佐賀県の累計感染者数が30,000人を超えた。
- 3月中 - 日本国内の累計死者数が30,000人を超えた[4]。

#### 4月
- 4月3日 - 広島県の累計感染者数が100,000人を超えた。
- 4月5日 - 島根県の累計感染者数が10,000人を超えた[369]。
- 4月9日 - 鳥取県の累計感染者数が10,000人を超えた[370]。これで全ての都道府県で累計感染者数が10,000人を超えたことになる。
- 4月10日 - 長野県の累計感染者数が50,000人を超えた。
- 4月11日 - 新潟県の累計感染者数が50,000人を超えた。
- 4月13日 - 富山県の累計感染者数が30,000人を超えた[371]。
- 4月28日 - 福島県の累計感染者数が50,000人超えた。

#### 5月
- 5月4日 - 北海道の累計感染者数が300,000人を超えた[372]。
- 5月5日 - 日本国内の累計感染者数が800万人を超えた[373]。
- 5月17日 - 石川県の累計感染者数が50,000人を超えた[374]。

#### 6月
- 6月9日 - 日本国内の累計感染者数が900万人を超えた[375]。
- 6月21日 - 大阪府の累計感染者数が100万人を超えた[376]。

#### 7月
- 7月8日 - 群馬県内の累計感染者数が100,000人を超えた[377]。
- 7月14日 - 日本国内の累計感染者数が1000万人を超えた[9]、宮城県内の累計感染者数が100,000人を超えた[378]。
- 7月28日 - 新潟県内および長野県内の累計感染者数が100,000人を超えた[379][380]。
- 7月29日 - 政府が都道府県ごとに発令可能な「BA.5対策強化宣言」を新たに設定した[381]。
- 7月30日 - 神奈川県内の累計感染者数が1,000,000人を超えた[382]。

#### 8月
- 8月10日 - 青森県内の累計感染者数が100,000人を超えた[383]。
- 8月11日 - 日本国内の累計感染者数が1500万人を超えた[384]。
- 8月16日 - 愛知県内の累計感染者数が1,000,000人を超えた[385]
- 8月21日 - 和歌山県内の累計感染者数が100,000人を超えた[386]。
- 8月22日 - 宮城県内の累計感染者数が200,000人を超えた[387]。
- 8月23日 - 埼玉県内の累計感染者数が1,000,000人を超えた[388]。
- 8月26日 - 富山県内の累計感染者数が100,000人を超えた[389]。
- 8月中 - 日本国内の累計死者数が40,000人を超えた[4]。

#### 9月
- 9月3日 - 福岡県内の累計感染者数が1,000,000人を超えた[390]。
- 9月4日 - 福井県内の累計感染者数が100,000人を超えた[391]。
- 9月9日 - 日本国内の累計感染者数が2000万人を超えた[392]。
- 9月11日 - 岩手県内の累計感染者数が100,000人を超えた[393]。
- 9月19日 - 山形県内の累計感染者数が100,000人を超えた[394]。
- 9月25日 - 兵庫県内の累計感染者数が1,000,000人を超えた[395]。
- 9月29日 - 秋田県内の累計感染者数が100,000人を超えた[396]。
- 9月中 - 日本国内の累計死者数が5万人を超えた[4]。

#### 10月
- 10月22日 - 福島県内の累計感染者数が200,000人を超えた[397]。

#### 11月
- 11月9日 - 徳島県内の累計感染者数が100,000人を超えた[398]。
- 11月22日 - 北海道内の累計感染者数が1,000,000人を超えた[399]。
- 11月25日 - 青森県内の累計感染者数が200,000人を超えた[400]。

#### 12月
- 12月21日 - 鳥取県内の累計感染者数が100,000人を超えた[401]。これで全ての都道府県で累計感染者が100,000人を超えたことになる。
- 12月中 - 日本国内の累計死者数が6万人を超えた[4]。

### 2023年

#### 1月
- 1月6日 - 日本国内の累計感染者数が3000万人を超えた[402]。
- 1月中 - 日本国内の累計死者数が8万人を超えた[4]。

#### 3月
- 3月13日 - 厚生労働省は同日付でマスクの着用基準について屋内外を問わず個人の判断に委ねるとした[403]。

#### 5月
- 5月8日 - 新型コロナウイルスの感染症法上の位置付けが5類に移行した[404]。

### 2024年

#### 1月
- 能登半島地震の避難所で新型コロナウイルス患者が続出した[405]。

## 統計
- 新規感染者数の推移（報告日基準、国内事例のみ）[406]

- 日本のPCR検査実施人数と新規陽性者数の推移のグラフ（国内事例のみ）

死者数が1000人増えるまでの期間を比較すると、
- 日本初の死者が発生（2020年2月13日）〜1000人（7月28日）まで：5か月以上
- 1000人〜2000人（11月24日）まで：約4か月
- 2000人〜3000人（12月22日）まで：約1か月
- 3000人〜4000人（2021年1月9日）：18日間

となり、死者の増加ペースは急速に上がっている。
各都道府県の累積感染者・死亡者・退院者等の数は下表で示される。
| 都道府県 / 分類            | 感染       | 死亡   | 退院等     | 備考・参考資料    | 内訳           | 推移   |
| -------------------------- | ---------- | ------ | ---------- | ----------------- | -------------- | ------ |
| 合計（全体）               | 33,802,739 | 74,669 | 21,747,220 | [ 注 42 ]         | 都道府県別     | グラフ |
| 北海道                     | 1,363,114  | 4,609  | 717,238    | [ 410 ]           | 市町村別       | グラフ |
| 青森県                     | 283,617    | 667    | 151,129    | [ 注 43 ] [ 412 ] | 市町村別       | グラフ |
| 岩手県                     | 238,133    | 624    | 103,563    | [ 413 ]           | 市町村別       | グラフ |
| 宮城県                     | 544,388    | 970    | 204,624    | [ 注 44 ] [ 415 ] | 市町村別       | グラフ |
| 秋田県                     | 203,743    | 603    | 89,825     | [ 注 45 ] [ 417 ] | 市町村別       | グラフ |
| 山形県                     | 231,254    | 370    | 90,443     | [ 418 ]           | 市町村別       | グラフ |
| 福島県                     | 410,462    | 856    | 180,682    | [ 注 46 ] [ 420 ] | 市町村別       | グラフ |
| 茨城県                     | 642,582    | 1,300  | 301,424    | [ 421 ]           | 市町村別       | グラフ |
| 栃木県                     | 427,988    | 1,088  | 215,803    | [ 注 47 ] [ 423 ] | 市町別         | グラフ |
| 群馬県                     | 444,814    | 1,106  | 225,131    | [ 424 ]           | 市町村別       | グラフ |
| 埼玉県                     | 1,814,924  | 4,009  | 1,160,893  | [ 注 48 ] [ 427 ] | 市町村別       | グラフ |
| 千葉県                     | 1,478,335  | 3,944  | 904,076    | [ 注 49 ] [ 429 ] | 市町村別       | グラフ |
| 東京都                     | 4,388,368  | 8,124  | 3,093,983  | [ 注 50 ] [ 431 ] | 区市町村別     | グラフ |
| 神奈川県                   | 2,239,921  | 4,335  | 1,450,734  | [ 注 51 ] [ 432 ] | 市町村別       | グラフ |
| 新潟県                     | 466,369    | 456    | 223,993    | [ 433 ]           | 市町村別       | グラフ |
| 富山県                     | 240,842    | 324    | 123,822    | [ 434 ]           | 市町村別       | グラフ |
| 石川県                     | 283,158    | 523    | 155,716    | [ 435 ]           | 市町別         | グラフ |
| 福井県                     | 202,716    | 200    | 110,918    | [ 436 ]           | 市町別         | グラフ |
| 山梨県                     | 193,918    | 421    | 93,672     | [ 437 ]           | 市町村別       | グラフ |
| 長野県                     | 467,686    | 899    | 465,784    | [ 438 ]           | 市町村別       | グラフ |
| 岐阜県                     | 548,252    | 1,126  | 284,881    | [ 439 ]           | 市町村別       | グラフ |
| 静岡県                     | 872,961    | 1,408  | 478,956    | [ 注 52 ] [ 441 ] | 市町別         | グラフ |
| 愛知県                     | 2,124,990  | 4,363  | 2,116,392  | [ 442 ]           | 市町村別       | グラフ |
| 三重県                     | 464,383    | 1,070  | 226,621    | [ 注 53 ] [ 444 ] | 市町別         | グラフ |
| 滋賀県                     | 376,556    | 679    | 225,722    | [ 445 ]           | 市町別         | グラフ |
| 京都府                     | 684,638    | 1,674  | 459,222    | [ 注 54 ] [ 446 ] | 市町村別       | グラフ |
| 大阪府                     | 2,852,151  | 8,557  | 2,032,077  | [ 447 ]           | 市町村別       | グラフ |
| 兵庫県                     | 1,478,382  | 3,908  | 986,750    | [ 448 ]           | 市町別         | グラフ |
| 奈良県                     | 349,613    | 880    | 195,268    | [ 注 55 ] [ 450 ] | 市町村別       | グラフ |
| 和歌山県                   | 241,476    | 530    | 129,448    | [ 451 ]           | 市町村別       | グラフ |
| 鳥取県                     | 144,182    | 267    | 44,778     | [ 452 ]           | 市町村別       | グラフ |
| 島根県                     | 169,939    | 304    | 169,229    | [ 453 ]           | 市町村別       | グラフ |
| 岡山県                     | 494,204    | 857    | 492,222    | [ 454 ]           | 市町村別       | グラフ |
| 広島県                     | 812,114    | 1,373  | 409,656    | [ 455 ]           | 市町別         | グラフ |
| 山口県                     | 317,028    | 757    | 158,495    | [ 注 56 ] [ 456 ] | 市町別         | グラフ |
| 徳島県                     | 168,197    | 423    | 90,741     | [ 注 57 ] [ 458 ] | 市町村別       | グラフ |
| 香川県                     | 255,506    | 626    | 138,120    | [ 459 ]           | 市町別         | グラフ |
| 愛媛県                     | 319,202    | 701    | 156,705    | [ 460 ]           | 市町別         | グラフ |
| 高知県                     | 170,198    | 602    | 94,023     | [ 461 ]           | 市町村別       | グラフ |
| 福岡県                     | 1,596,875  | 3,205  | 1,029,285  | [ 462 ]           | 市町村別       | グラフ |
| 佐賀県                     | 262,447    | 496    | 125,171    | [ 463 ]           | 市町別         | グラフ |
| 長崎県                     | 338,746    | 647    | 177,499    | [ 注 58 ] [ 464 ] | 市町別         | グラフ |
| 熊本県                     | 537,732    | 1,316  | 320,699    | [ 465 ]           | 市町村別       | グラフ |
| 大分県                     | 305,980    | 785    | 172,076    | [ 466 ]           | 市町村別       | グラフ |
| 宮崎県                     | 321,876    | 778    | 189,320    | [ 467 ]           | 市町村別       | グラフ |
| 鹿児島県                   | 444,973    | 893    | 286,186    | [ 468 ]           | 市町村別       | グラフ |
| 沖縄県                     | 583,657    | 1,016  | 494,076    | [ 注 59 ] [ 470 ] | 市町村別       | グラフ |
| 空港・海港検疫             | 24,164     | 8      | -          | [ 注 60 ]         | 空港・海港検疫 |        |
| チャーター便帰国者         | 14         |        | 15         | [ 注 61 ]         |                |        |
| コスタ・アトランチカ号     | 149        |        | 149        | [ 464 ] [ 473 ]   |                |        |
| その他（検疫官・国職員等） | 10         |        | -          | [ 注 62 ]         |                |        |

日本では、感染者全体の正確な把握をめざす計画的な検査は行われていない。5月2日に神戸市立医療センター中央市民病院の研究チームの発表によれば、4月7日までの8日間に外来を受診した患者、1,000人の血液を検査したところ、2.7%が新型コロナウイルスに感染したことを示す抗体を持っていた。これは、約150万人の神戸市民のうち、41,000人に感染歴があったことになる。また、ソフトバンクグループが同社の従業員や医療機関の関係者など44,066件を対象とした抗体検査の結果では、陽性率が0.43％（191件）だった（任意提出であり無作為抽出ではない）。検査期間は5月12日-6月8日。検査対象のうち5,850件が医療関係者で、陽性率は1.79％。その他の陽性率は0.23％だった。

## 集団感染（クラスター）

### 厚生労働省の勧告
集団感染におけるクラスターとは、感染経路が追えている数人から数十人規模の患者の集団のことである。
厚生労働省は2020年3月1日、これまでの集団感染事例にスポーツジム、屋形船、ビュッフェスタイルの会食、雀荘、スキーのゲストハウス、密閉された仮設テントなどがあったとし、『換気が悪く、人が密集して過ごす空間、不特定多数の人が接触する場所に行くことを避ける』よう勧告した。
3月3日、共同通信は、独自の集計で日本における新型コロナウイルスの集団感染（クラスター）が全国で9件発生し、ここからつながりのある感染者数が80人以上になると報道した。これは調査対象となった感染者260人のうち約30%を占める。この調査では、1カ所で4人以上が感染したとみられる事例をクラスターとした。
3月15日、厚生労働省はクラスター全15箇所の地図を公開した。
4月24日、読売新聞が全国の新型コロナウイルス感染者（計1万1845人）を分析したところ、感染者集団（5人以上）の形成が31都道府県で125か所あると判明した。緊急事態宣言が発令されてから1週間、クラスターの追跡の必要性が改めて分かった。

### クラスター発生事例

#### 病院 (院内感染)
2020年2月以降、各地の病院で集団感染が起こった。以下では院内感染だけでなく、病院および介護施設での感染事例も扱う。
4月21日時点で医療機関で感染した疑いがある医療従事者や患者は感染者数の1割近くに達した。

##### 北海道
- 小樽市立病院（北海道小樽市） - 8月19日に看護師1人が感染したことを発表し[480]、この看護師と接触のあった職員や入院患者ら105人を対象にPCR検査を実施したところ、16人の感染が判明し、クラスターに認定されたことを同月20日に発表した[481]。
- 吉田病院（北海道旭川市） - 11月6日に入院患者と職員9人の感染が確認され、クラスターと認定[482]。その後も感染拡大に歯止めがかからず、12月7日までに187人の感染が確認される大規模なクラスターとなった[483]。また、同日旭川市が北海道を通じて自衛隊に災害派遣を要請し、医療スタッフ20人程度の派遣を求める方針を示した[484][注 63]。
- 旭川厚生病院（北海道旭川市） - 11月20日に職員の感染が確認され、翌21日にクラスターに認定された[486][487]。12月7日までに、永寿総合病院の214人を上回る224人の感染が確認され、国内最大のクラスターとなった[488][489]。

##### 東北
- 石巻赤十字病院（宮城県石巻市） - 2021年8月9日夜までに入院患者8人と職員4人の合わせて12人が感染し院内クラスターの発生が確認され[490]、8月22日までに30人の感染が確認された[491]。また同日、前述とは別の病棟で新たなクラスターの発生が確認された[491]。

##### 関東
- 牧田総合病院（東京都大田区） - 看護師と医師が新型コロナウイルスに感染し2月17日から約2週間、外来を休診した[492]。
- 相模原中央病院（神奈川県相模原市） - 感染患者が死亡後にその担当看護師が感染したことが2月16日に発覚し、また他の入院患者への感染が発覚し、2月17日より外来診療を休診とした[493]。2月18日には病院の職員や関係者や家族が日常生活で差別的な扱いを受けていると報告され、看護師が子供を保育施設に預けようとしたところ「しばらくは遠慮してもらえないか」と受け入れを拒否されたり、看護師の家族が勤務する会社で出勤しないよう求められたり、他の医療機関からの医師の派遣や患者の転院も断られるなどした[493]。3月3日、相模原中央病院はかかりつけ患者に限って一部再開した[494]。
- 相模原協同病院（神奈川県相模原市） - 3月6日、医師の感染が確認された[495]。
- 永寿総合病院（東京都台東区） - 3月24日から、入院患者や看護師十数人の感染が発覚し[496][497][498]、7月1日までに同病院の感染者は計214人、死者43人となった[499][500]。
- 慶應義塾大学病院（東京都新宿区） - 3月26日に患者3人の感染が判明した[501]。永寿総合病院から19日に転院してきた感染者と同じ病室に入院しており、院内感染とみられる[501]。
- 中野江古田病院（東京都中野区） - 4月13日までに、患者と医師を含む合計92人の感染が判明した[502]。5月2日には患者11人の死亡が確認された[503]。
- 5月22日、神奈川県内で感染者のうちクラスター発生の医療機関の関係者が約6割を占めていることが分かった。緊急事態宣言解除の判断基準の目安「直近1週間の新規感染者数が10万人当たり0.5人程度以下」を達成できない要因となっている。県内での9病院で、新たな感染者が相次いでいる。5月11〜17日の感染者97人を分析したところ、横浜市内5病院が計43人、小田原市立病院が12人、川崎協同病院が2人となった[504]。
- 武蔵野中央病院（東京都小金井市） - 5月28日、看護師ら病院職員4人と患者5人の計9人が感染したと発表した。他に入院患者10人が発熱の症状を訴え、PCR検査を受け結果待ちである。緊急事態宣言の解除後、都内初のクラスター（感染集団）発生の可能性がある[505]。
- 戸田中央総合病院（埼玉県戸田市） - 2020年11月27日に職員の感染が確認されて以降クラスターの収束が確認された2021年2月26日[506]までに職員174人と患者150人の合わせて324人が感染し45人が死亡した[507]。また、クラスター発生の原因の報告書によると防護服の重ね着や休憩室で職員どうしが会話をしながら食事をしていたことなどが感染拡大に繋がった可能性として挙げている[507]。
- 海老名総合病院（神奈川県海老名市） - 2021年7月27日から患者や医療従事者の感染が相次ぎ、8月17日までに75人が感染し7人が死亡した[508]。

##### 中部
- 富山市民病院（富山県富山市） - 4月9日の同病院勤務の女性看護師の感染確認を切っ掛けに、12日までに16人の院内感染を確認。同院長は、「クラスターが発生したという予測の元に感染拡大の防止に取り組んでいる」とコメントし、今後1週間は外来診療、救急患者の受け入れ、手術（緊急手術を除く）を休止するとしている[509]。5月7日に外来診療を再開。5月30日時点での感染者数は39人となっている[510]。
- 木沢記念病院（岐阜県美濃加茂市） - 2021年2月2日に最初の感染者が確認され、クラスターの終息が発表された3月22日までに231人が感染し、26人は死亡した[511]。岐阜県内最大のクラスターとなった。

##### 関西
- 医療法人清和会ながはら病院（大阪府東大阪市） - 2月29日、職員の感染が確認され、外来診察とデイケアサービスを休止した[512]。
- 済生会有田病院（和歌山県湯浅町） - クラスター感染が発生し、医師、入院患者とその家族10人以上が感染した[476]。3月4日、診療再開した[513]。
- 市立福知山市民病院（京都府福知山市） - 3月7日夜、介護福祉士の感染が確認され、一部病棟を閉鎖し、救急・外来診療を休診した[514]。
- 国立循環器病研究センター（大阪府吹田市） - 3月9日、看護師の感染が確認され、3月13日まで外来を休診した[515]。
- 仁恵病院（兵庫県姫路市） - 3月10日、看護師と患者の感染が確認され、院内感染の可能性が調査されている[516]。
- 北播磨総合医療センター（兵庫県小野市） - 医師や看護師らの感染が確認され、3月12日から休診した。その後感染者の1人横野浩一病院長が死亡し、全国初となる新型コロナウイルス感染症に係る公務災害認定された公務員3例の1例となった。なお病院長宅には嫌がらせ電話などが殺到した[517][518][519][520]。
- 東加古川病院（兵庫県加古川市） - 2020年12月21日に最初の感染者が確認されて以降クラスターが終息するまでに202人が感染した[521]。

##### 九州
- 国立病院機構大分医療センター（大分県大分市） - 3月19日、大分県内で検査陽性となった男性の濃厚接触者とされる、同院入院中の妻に感染が確認[522][523]。3月25日の濃厚接触全者全員のPCR検査が終了した段階で、職員や、入院患者、同院から転院した患者、転院先の1つである大分県立病院の看護師など、24名に検査陽性が確認された[523]。大分県・大分市だけではPCR検査が追い付かず、他県の地方衛生研究所等に依頼するなど対応を行った。
- 福岡記念病院（福岡県福岡市早良区） - 4月11日までに職員、入院患者など、24人の感染が確認された[524]。

##### 沖縄
- うるま記念病院（沖縄県うるま市） - 2021年8月17日までに199人の感染者、64人の死者が確認されている[525]。

#### 介護福祉施設
- 伊丹市のデイケア施設「グリーンアルス伊丹」で2020年3月7日から10日にかけて、職員と利用者の感染が確認され、クラスター（感染者集団）が発生している可能性があるとされた[526]。
- 3月5日、熊本県玉名市の介護老人保健施設「樹心台」で職員の感染が確認され、デイケアサービスの受け入れを中止した[527]。職員は集団感染が発生した大阪のライブハウスArcに2月15日・16日訪れていた[527]。
- 3月11日には愛知県で名古屋市を中心に2つの感染者集団（クラスター）があり、スポーツクラブ（感染36人）と福祉施設（感染45人、緑区デイサービス[528]）の2箇所で、県内感染者のほとんどの81人にのぼり、このうち福祉施設での感染が拡大していると発表された[529]。
- 3月28日、千葉県香取郡東庄町の障害者福祉施設「北総育成園」で57人の感染が判明した[530]。職員31人、利用者26人で、無症状も含まれる[531]。県は感染者の病院への搬送は困難と判断し、同施設内で診療することにした[532]。29日感染者は合計86人となった[532]。
- 福岡県博多区の介護老人保健施設「楽陽園」で4月11日までに感染者は計16人になった[524]。
- 富山県の介護老人保健施設「富山リハビリテーションホーム」でクラスター（感染者集団）が発生した[533]。5月30日時点での感染者数は59人[510]。
- 北海道札幌市の介護老人保健施設では、4月26日以降に入所者71人が感染し、うち12人が施設内で死亡した。施設職員が札幌市に繰り返し感染者の入院を訴えたのに対し、札幌市は入院はできないとして施設で対応するように要請した。感染者が増加すると同時に職員の感染や離脱も相次ぎ、現場の看護師は「完全な医療崩壊が起きていた」と振り返っている[534]。

グループホーム
- 4月8日、横浜市のグループホームで6人のクラスター（感染者集団）が発生した[535]。
- 4月8日、北海道千歳市のグループホームで2人のクラスター（感染者集団）が発生した[536]。

#### スポーツ関連

##### スポーツジム
名古屋市のスポーツジムで9人が感染する集団感染が起き、千葉県市川市でもフィットネスクラブの利用者4人の感染が起こった。
名古屋のスポーツジムで感染を拡大させたハワイから帰国した女性 (60代) の感染が判明したのは2020年2月15日で、スポーツジムで14人が感染、うち一人から別の場所で別の一人に感染したのが2月16日だった。このことから、名古屋市が2月15日の時点で、スポーツジムの詳細を公表し注意を呼び掛けていれば感染は防げていた可能性もあると指摘された。その後3月8日には、スポーツジムでの感染者からその家族などへ感染し、別の場所などで感染し、一方、緑区のデイサービス施設でも集団感染が起こったことが分かった。3月11日までに名古屋のスポーツジムからの集団感染者は45人となった。

##### 卓球スクール
新潟市の卓球スクールで集団感染が発生し、2020年3月9日までに8人の感染が確認、うち7人は卓球スクールや卓球大会などに参加し、1人はその家族だった。3月10日に新たに3人の感染が確認され、うち2人は卓球スクール関係者だった。

##### 武道館
愛知県警でクラスターが発生し、2020年4月8日までに警察官24人の感染が確認され、うち17人は1月から3月末まで愛知県武道館で剣道の稽古をしており、65人が参加していた。一緒に稽古していた大学生2人も感染し、また警察官の家族への感染が確認された。
愛知県警は、感染者と接触した可能性がある96人の警察官に対して自宅待機の措置を取った。

#### 音楽・ライブ・演劇関連

##### ライブハウス・ライブバー
大阪
2020年3月4日、大阪府で新たに9人の感染者が確認された。このうち3人の感染者は、集団感染が疑われている大阪市都島区のライブハウス「大阪京橋ライブハウスArc」 で開催されたコンサートに行っていたことが判明。ライブハウスにいて感染が確認された2人は高知県と愛媛県から訪れていた。
また、大阪市北区にあるライブハウス「Soap opera classics」 でも4人の感染者が確認され、新たな集団感染となった。
札幌
2020年3月7日、札幌市中央区ススキノのライブバーで従業員3人と客2人の感染が確認され、集団感染の可能性について調査がされた。3月12日までにこのライブバーに関係する感染者は計16人となった。同バーは約40平方メートルの小規模な店舗で1日3回ライブショーの合間に客がカラオケを楽しむ形態で、中高年の常連客が多かった。札幌市は「歌うことで飛沫が出る。換気の良くない場所」で、感染リスクが高い場所だったと説明した。
東京
東京都渋谷区のライブハウスLOFT HEAVENで2020年3月20日に開かれたイベントの出演者・参加者とその家族の感染が4月5日までに複数確認された。

##### 合唱団
岐阜県可児市の合唱団やスポーツジムで集団感染が発生した。可児市の2つの合唱団で2020年3月22日に最初の感染が確認され、27日までに7人が陽性だった。2月16日に美濃市文化会館で開かれた「中濃合唱祭」にはこの合唱サークルを含む29団体、約550人が参加しており、調査している。

##### 和太鼓グループ
2020年4月8日までに大分県竹田市の和太鼓演奏グループDRUM TAOの社員5人の感染がわかり、クラスター扱いとされる。この運営会社では55人が共同生活を送り、4月3日に社員20人が福岡の顧客と会食をしており、この顧客も感染が判明している。

##### 舞台
東京都新宿区の新宿シアターモリエールで2020年6月25日から7月5日に行われた舞台「THE★JINRO―イケメン人狼アイドルは誰だ!!―」で、出演者・スタッフ・観客など集団感染が確認され、7月21日の読売新聞調べで11都府県の115人に上り、感染者の職場の同僚や家族に二次感染が広がるなど被害が出ている。演劇関係では初のクラスター発生とみられる。小規模な劇場のため公演中は密閉状態となり、体調不良の出演者がいながら上演を強行した疑いや、一部の出演者は出待ちしたファンに握手やサインなどをしたり、出演者・観客ら800人以上が濃厚接触者と指定されるなどソーシャルディスタンス維持ができていなかった可能性があり、東京都は会場と主催者側に詳しい状況を調査する考えを示した。
2020年10月、埼玉県さいたま市の劇団の稽古場で稽古をしていた劇団員らが感染した。稽古の際は検温・消毒・換気などの対策を実施していた。13日までに、合計72人の感染が確認された。

##### 野外フェスティバル
2021年8月28日と8月29日に愛知県常滑市の愛知県国際展示場（AICHI SKY EXPO）の多目的広場野外ステージで野外フェスティバル「NAMIMONOGATARI」が開催され、同年9月6日までにイベントに参加した14人の感染者を確認しクラスターと認定。このイベントには約8000人が集まったが新型コロナウイルスの感染拡大防止策が不十分で、酒類の提供も行われていた。

#### 酒場・飲食店

##### 屋台（さっぽろ雪まつり）
国内外から約200万人の観光客が訪れたさっぽろ雪まつり（2020年1月31日-2月11日）を訪れた人の感染が北海道内だけでなく、千葉県や熊本県でも報告された。会場のテント内などで濃厚接触し、感染が広がった可能性があると指摘されている。東北大学の押谷仁教授は、多数の屋台がビニールハウスやプレハブ小屋で出店しており、「人が密集する閉鎖空間で食事をしている中に感染者がいれば、ウイルスは拡散しやすい」と指摘している。

##### 屋形船
東京都では、2020年1月18日に屋形船での新年会に参加した12人が感染した。

##### ナイトクラブ
岐阜市の歓楽街柳ヶ瀬のナイトクラブ「シャルム」でクラスター（感染集団）が発生し、関係する感染者は2020年3月31日から4月8日までに34人となった。のぞみの丘ホスピタルや岐阜大学病院の精神科医師3人が、3月26日に同店を利用し、4日に感染が判明したため岐阜大学病院は謝罪、4月19日まで外来診療をやめた。また金沢市の岡部病院の医師一名も同店を利用しており、そこから4人の院内感染が発生した。入居ビルの別の飲食店を利用した客の感染も判明しており、エレベーターが感染経路となった可能性も指摘された。

##### ショーパブ
鹿児島市天文館のショーパブ「new おだまLee男爵」で従業員・客など多数の感染者が判明し、7月12日までに同店関連の感染者は110人となった。店はアルコールジェルの使用推奨や店内の消毒、換気などの感染対策を取っていたが、雨や桜島の火山灰が降る時は出入口の開放ができなかったことが感染を広げたものとみられている。

##### 英国風パブ
2020年4月1日、宮城県仙台市の英国風パブ「HUB仙台一番町四丁目店」で9人の感染が確認され、クラスターが発生した。同店利用者の山形県の家族2名に感染が確認された。

##### 大学の送別会
京都産業大学の関係者を中心とする集団感染が発生した。2020年3月29日、男子学生5人の感染が確認された。うち4人はヨーロッパへの卒業旅行から帰国した学生であり、うち3人の感染が確認された。また、ゼミの送別会の参加者31人のうち14人の感染も確認された。京都産業大学は31日に22人の学生を含む32人の集団感染が確認されていると発表し、京都市は4月8日までに合計60人のクラスターが発生したと発表した。
4月8日までに京都産業大学に抗議の電話やメールが数百件寄せられ、中には殺害や放火予告を表明するものもあったという。また、京産大生が飲食店の入店を断られたり、アルバイトをクビになった事案もあったという。

#### その他

##### 住宅設備展示会
北海道北見市で2020年2月14日と15日に開かれた住宅設備の展示会では10人が感染した。

##### 美容室
福岡県豊前市の美容室で6人の感染が2020年4月に発覚し、県内5例目のクラスターとなった。福岡県は「換気が不十分だった可能性など個別の条件が考えられる。この一例をもって美容院の感染リスクが高いとは言えない」と発表した。

##### 建設現場
大成建設は東京都内の建設現場で2020年7月15日までに同社従業員15人の感染が判明し、専門工事業者についても2名の感染が判明した。同社によれば建設現場では国や業界団体のガイドラインに沿ってマスク着用や消毒液の設置、間隔を空けた朝礼などの対策をしており、全ての工事を止めることはしないとしている。

##### 相撲部屋
力士などが一箇所に大人数起居する大部屋生活を原則とする相撲部屋においてのクラスター例が散見される。2020年4月に高田川部屋で複数名が感染する角界初のクラスターが発生 し、28歳の三段目力士である勝武士幹士が新型コロナウイルス感染症による多臓器不全で死亡した（勝武士は糖尿病の既往症があった）。その後も散発的に玉ノ井部屋、立浪部屋、荒汐部屋、九重部屋 などで親方・力士など日本相撲協会員が複数名感染するクラスターが発生している。

##### 教育現場
兵庫県神戸市の育英高等学校は2021年8月20日から31日までに生徒数931人のうち5つの部活動に所属する生徒64人、顧問である教員2人の計66人が集団感染したことを9月1日に発表した。兵庫県によると学校の部活動のクラスターとしては最大規模であるとしている。5つの部はいずれも同じ体育館を使用しており、育英高等学校は体育館での部活動について「冷房のため換気の頻度は少なく、熱中症対策でマスクを外して活動することもあった」としている。部活動で使った体育館の換気や設備の消毒が不十分だった可能性があるとし、内橋紀裕校長は「換気や消毒など感染防止を徹底したい」と話している。一方でクラスターの発生は夏休み中だったことや部活内の感染にとどまっていることなども踏まえ、臨時休校などの措置は8月30日からの新学期における登校日を含めて取らなかった。

##### 郵便局
長崎県佐世保市の佐世保郵便局では、2021年9月6日までに計9人の規模のクラスターが発生、配達員全員が濃厚接触者に該当したため、全社員が出社不能に陥り（全国の郵便局では初めて）、郵便配達に大幅な遅れが生じている。
神奈川県横浜市磯子区の磯子郵便局では、2021年9月14日までに計29人の規模のクラスターが発生したため、9月15日以降、磯子区内の速達を含む全ての通常郵便物の配達を一時休止した。9月17日時点では、67人に拡大している。

### クラスター対策の評価と課題
WHOのテドロス事務局長は2020年3月13日、日本が「クラスター（患者集団）の早期発見・早期対応」という戦略をとって様々な取組を進めてきたことを高く評価した。
3月19日の新型コロナウイルス感染症対策専門家会議報告では、諸外国では数百~数千人の感染者数になるまで介入されなかったことが死亡者数の急増を引き起こしたのに対して、日本では少人数のクラスターから把握したために、感染症を一定の制御下に置くことができたとされた。
しかし、同報告では、日本のクラスター対策体制には、クラスター対策を指揮できる専門家が少なく、保健所における労務負担が過重でクラスター対策に人員を割けないことなど課題があるとされた。

## 変異株の流行
2020年12月25日に、空港の検疫で国内初の変異株の感染者が確認された。

### アルファ株（N501Y・イギリス型）
イギリス型の変異株（アルファ株）はN501Yの変異が見られるが、これはスパイクタンパク質の501番目のアミノ酸がNからYに置換されたという変異を示している。
関西ではイギリス型の変異株が多く確認されており、2021年4月の関西圏の急激な感染拡大の原因の一つとされている。
その後、4月28日の東京都のモニタリング会議では、「都内の新規感染者のうち、N501Y変異株が6割を占めて、主流になった」という推計を報告した。
国立感染症研究所の4月6日の推定では、大阪府と兵庫県では2021年2月から変異株が急増し始め、3月中には半数が変数株となった。またこの状況が続くと、5月中にほぼ全てがN501Y変異ウイルスに置き換わると予測している。同研究機関は5月12日に、国内の新型コロナウイルスの9割以上が変異株に入れ替わったとの分析を発表した。

### デルタ株（L452R・インド型）
インド型の変異株（系統 B.1.617）は、主にL452Rの変異があるデルタ株（系統 B.1.617.2）とL452RとE484Qの変異を併せ持つカッパ株（系統 B.1.617.1）があるが、特に前者の変異株はWHOなどにより懸念される変異株 (VOC) にも指定され、日本においてもそれによる感染拡大が起こった。
またL452R変異は、日本人の6割が持っている白血球型「HLA-A24」が作る免疫細胞から逃れる能力があるとされている。
日本でも2021年11月22日時点で91,206人の感染が確認されている。
5月7日にはインド・ネパール・パキスタンからの入国者に6日間の宿泊施設での待機を求めることを決定した。
5月24日、インド型によるクラスターが初めて都内で発生した。
5月26日、厚労省に助言する専門家組織の脇田隆字座長は「（インド型への）置き換わりが起こる可能性は、かなり高いだろう」と述べた。

### オミクロン株（E484A・南アフリカ・ボツワナ型）
オミクロン株（系統B.1.1.529）はN501YとE484Aの両方の変異がある。2021年11月26日にWHOによって懸念される変異株（VOC）に指定された。
11月30日からは世界のすべての国や地域を対象に、外国人の新規入国を原則停止した。
2021年12月22日大阪府は、府内に住みオミクロン株に感染した3人について、感染経路が不明で市中感染にあたると発表した。市中感染は国内初である。

### その他
2021年6月1日、神戸市は新型コロナウイルスに感染していた50代男性の検体から、イギリス型（アルファ株）のN501Y変異とインド型（デルタ株ではなくカッパ株など）のE484Q変異を併せ持つ新たな変異株が初めて確認されたと発表した。
変異株ごとの感染者数は下表に表される。
| 変異株感染者累積数 (2022年6月20日) | 変異株感染者累積数 (2022年6月20日) | 変異株感染者累積数 (2022年6月20日) | 変異株感染者累積数 (2022年6月20日) | 変異株感染者累積数 (2022年6月20日) |
| アルファ株                         | ベータ株                           | ガンマ株                           | デルタ株                           | オミクロン株                       |
| ---------------------------------- | ---------------------------------- | ---------------------------------- | ---------------------------------- | ---------------------------------- |
| 52,926                             | 117                                | 137                                | 100,940                            | 96,291                             |

## 検査体制

### 検査体制・保険適用の推移
- 2020年2月10日、国立感染症研究所の脇田隆字所長は抗体などを迅速に調べる検査法を数か月以内に完成させたいと語った[612]。

- 厚生労働省は2020年3月4日付の通達で3月6日(金)からPCR検査（SARS-CoV-2核酸検出）について保険適用を認める旨連絡した[613]。
- 2020年4月24日、厚生労働省は症状がない患者へのPCR検査にも公的医療保険を適用する方針を表明した[614]。
- PCR検査の実施や、検査結果の判明までに、時間がかかっている例が存在する。大阪府では5月3日時点、保健所がPCR検査が必要だと判断してから実際に検査をするまでに最長10日程度かかっていることが判明した。待機中に容態が急変し入院したケースもある[615]。また、日経新聞の報道によれば、症状が出てから検査で陽性と確定するまでの期間は、4月18日時点で7.3日である[616]。東京23区の保健所に、検査が必要と判断してから実際に実施するまでの時間を聞いたところ、長い場合で「4, 5日程度」掛かっていると回答した区が複数あることが分かった[617]。
- 2020年9月時点のPCR検査の実施数は1日あたり2万件程度であるが、米国や英国などは人口あたりで日本の10〜20倍の検査を実施している。実施数が伸びないのは、検査対象を症状がある人と濃厚接触者だけに限定してきたからである[618]。

### 検査

#### 試薬キット
- 4月10日、島津製作所はPCR検査の時間を従来の約半分（1時間程度）に短縮可能な新型コロナウイルス検出用の試薬キットを、全国の衛生研究所や検査機関向けに4月20日から発売すると発表した[619]。
- 4月22日、日本医師会は、楽天が販売する新型コロナウイルスのPCR検査用の検体を採取するキットについて、「リスクが高い」と懸念を示した。適切な検査結果が得られないなど、混乱をもたらす可能性があるという。キットは、遺伝子検査会社の「ジェネシスヘルスケア」が開発した[620]。
- 4月29日、楽天は、法人向けに販売の新型コロナウイルスのPCR検査用のキットについて、販売を見合わせると発表。日本医師会や専門家から、検体採取は医師でなく本人が行うため、適切な検査結果が得られない恐れがあるとしていた[621]。

#### PCR検査
- 4月26日、厚生労働省は、PCR検査に必要な検体採取を歯科医師も可能とする方針で、有識者懇談会で了承された。実施するための条件を近く都道府県などに文書で示す[622]。
- 5月5日、政府の専門家会議は、PCR検査が進まなかったことを分析した上で、地域が設置する「地域外来・検査センター」の増設を求めた。専門家会議は、日本の人口10万人の検査数が187.8件で、イタリアは3159.0件、米国1752.3件、韓国1198.0件など「明らかに少ない」と指摘。検査の陽性率は5.9%で低い、都市部の「検査待ち」が多いことが報告された。進まなかった理由は、保健所が業務過多、地方衛生研究所の体制不十分、を挙げた。急激に重症化することから、検査を拡充し、早期診断と適切な治療が必要とした[623]。
- 5月8日、富士フイルムホールディングスは、PCR検査で検体を装置にセットするだけで自動で調べられる試薬を開発し、国内向けに5月中に発売する。検査時間も現在の4-6時間から約75分に短縮できる。PCR検査は、熟練した検査員の手作業だが、自動化すれば検査件数の拡大につながる[624]。
- 5月17日、特定機能病院の3分の1が、院内感染防止に手術前にPCR検査を実施していることがわかった。厚生労働省は、無症状でも医師の判断で公的医療保険を適用できると文書を出した。感染症状がなければ病院が費用を負担する[625]。
- 5月19日、厚生労働省は、妊婦の検査費用を公費で補助する方針。妊婦の不安解消に希望者を補助対象とする。一般診療は手術前にPCR検査に公的医療保険が適用されるが、出産は自由診療で対象外だった。医療現場から出産前のPCR検査の補助を求めていた、また、福井県や京都府は独自に補助を行っている[626]。
- 5月24日、院内感染防止策と、無症状患者の手術前や入院前のPCR検査が広がっている。感染拡大は収束しつつ警戒は緩められない、「第2波が来てからでは遅い、院内感染が生じれば手術は止まる」。厚生労働省も公的医療保険適用を認めた。3月に院内感染が起きた慶應大学病院は、4月から入院前の患者に実施している。日大板橋病院は、感染リスクが高い手術に事前に検査していたが、6月から手術予定患者の検査を行う、「水際対策」を強化する。高山教授は、「発熱症状がない人からもうつる、感染を知らず別の病気で受診した患者から院内感染が広がる」。緊急の場合、PCR検査より結果が早いLAMP法を採用している、抗原検査の導入も検討している[627]。
- 5月29日、厚生労働省は、基準をクリアーすればPCR検査を実施しなくても退院が出来るように退院の条件を見直す。新たな条件下では発症後14日経過した上で、症状が快方に向けて72時間が経過した場合は、PCR検査の実施なしで退院が可能とする。これは専門家会議の承認を得て決定する。現在の基準では、症状が治まって24時間が経過した後に、PCR検査を2回実施して陰性の結果で退院とした[628]。
- 6月1日、小田原市立病院は、新型コロナウイルス感染症とは別の病気の患者の入院前にPCR検査を実施したところ、陰性の結果だった。また、念のために個室に入院しCT検査を実施したが肺炎症状はなかった。この患者は個室から大部屋に移り治療後に退院した。しかし数日後、発熱が数日続き同じ病院に再入院、PCR検査を実施したところ陽性の判定が出た。この結果から病院は、この患者の再入院前にいた大部屋の患者や医療関係者を検査したところ7人がウイルスに感染していることが分かった[629]。

#### PCRセンター

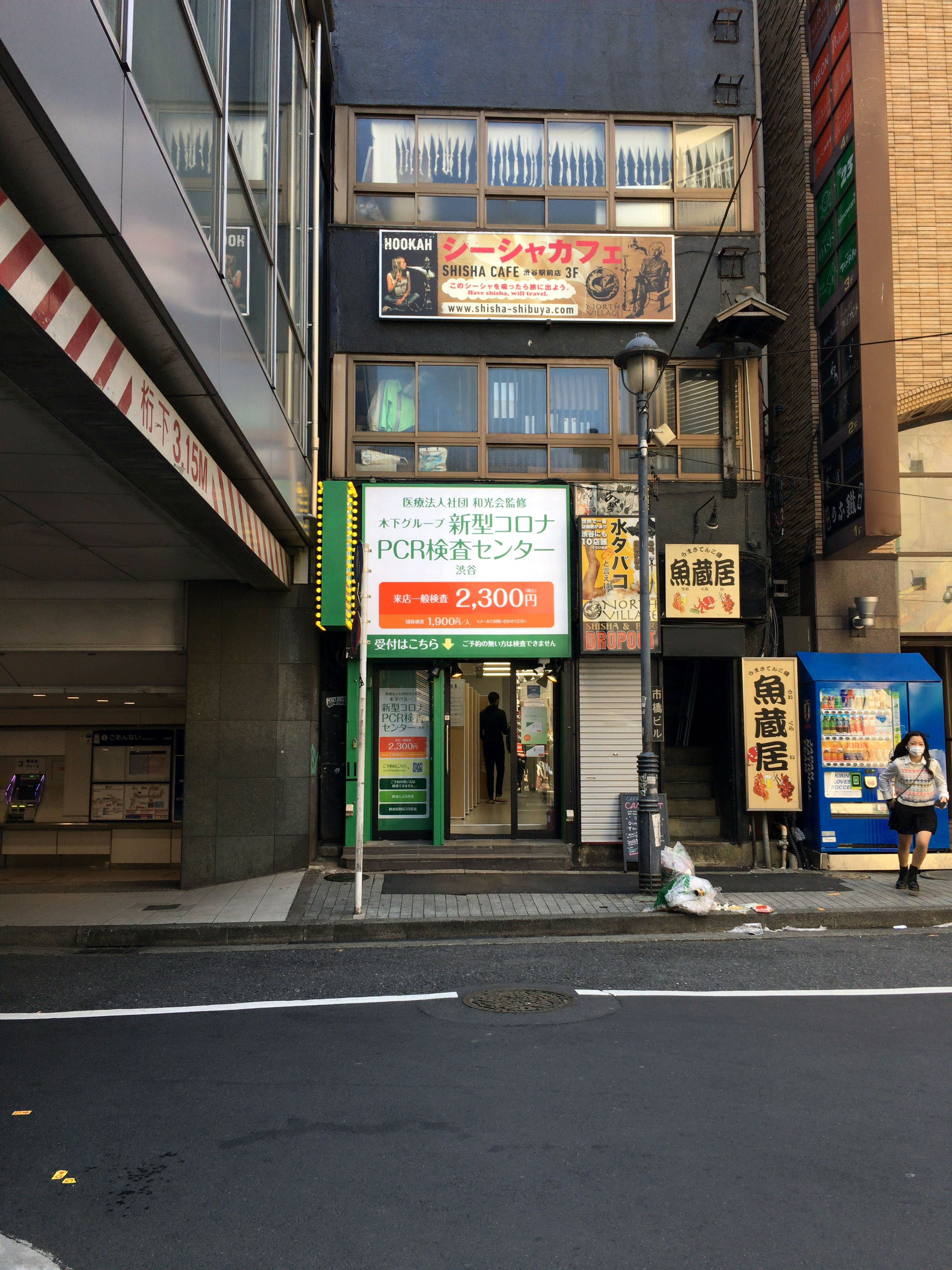
渋谷の街頭に開設された民間のPCR検査センター（2021年4月）

- 4月17日、東京都医師会は、新型コロナウイルス感染のためのPCR検査を、保健所を介さず実施出来る「PCRセンター（仮称）」を都内10カ所程度に設置すると発表した。都内に47カ所ある医師会が区市町村と連携して新設し、その後も広く設置していく[630]。
- 4月18日、横須賀市は、新型コロナウイルスのPCR検査を集約して実施する専門施設「PCRセンター」を、新港町の市救急医療センターの駐車場に新設すると発表。現在、市内3病院で実施している外来の検査を1か所に集約し、院内感染のリスクを下げる[631]。
- 4月21日、東京都医師会の尾崎会長は記者会見で、「感染している人を拾い上げて整理しないと感染予防もできない」と、検査拡充を訴えた。開業医自らが協力し、「PCR検査センター」を設置する計画を発表した[632]。
- 4月24日、横須賀市は、市救急医療センター駐車場にウォークスルー式の「PCRセンター」を開設、新型コロナウイルスの検体を採取する。約10分で終わり、1日60人程度を目指す[633]。

#### ドライブスルーPCR検査
- 4月17日、厚生労働省は、新型コロナウイルス感染の有無を確認するPCR検査について、車に乗車した状態で診察や検査を受ける「ドライブスルー」方式を実施できる、とする事務連絡を都道府県などに出した[634]。
- 4月22日、大阪府の新型コロナウイルスの対策協議会は、感染の有無を調べるPCR検査について、ドライブスルーとウォークイン方式の検査場を開設すると明らかにした[635]。
- 4月23日、江戸川区と区医師会は、PCR検査の需要が増していることから、車に乗ったままの「ドライブスルー方式」の検査を始めた。区内のかかりつけ医に相談し、必要と判断される必要があり、医師46人が交代で検査を実施する[636]。
- 4月28日、東京都町田市は、市医師会と協力し、「ドライブスルー方式」のPCR検査を行う「地域外来・検査センター」を開設した。感染拡大で休館しているサン町田旭体育館の地下駐車場に設置し、市医師会が派遣する医師が、車の窓越しに患者の鼻から検体を採取する。検体は民間の検査機関に送られ、結果は翌日に判明するという[637]。
- 5月1日、横浜市は、PCR検査で実際は「陰性」だった男女5人に「陽性」と伝えていたと発表した。誤りがあったのはドライブスルー方式の簡易検査で、市の委託を受けた民間の検査機関が5人を陽性と判定したが、その後の再検査で陰性と判明し5人に誤りを報告した[638]。

#### 唾液でのPCR検査
- 5月2日、唾液を使ったPCR検査する研究が国内外で相次いでいる。厚生労働省も、リスクの低い検査法としている。北海道大学の豊嶋教授は、無症状の感染者に備え手術前の患者を対象に、鼻と唾液の両方で検査する研究を開始した。豊嶋教授は「今後、唾液による検査が主流になる可能性はある」と。厚生労働省は、「検査の選択肢として検討している」と話している。大阪大学微生物病研究所松浦教授は、「長期間ウイルスが含まれることが示されれば有望な方法だ」と話す[639]。
- 5月16日、タカラバイオは、唾液から感染の有無を調べるPCR用検査試薬を、厚生労働省の認可を経て5月末に発売する。唾液による採取は自分でもでき、自宅で採取して検査機関に郵送することも可能で、検査機会の拡充につながる[640]。
- 5月28日、長崎大学の河野学長らのチームは、ウイルス感染患者の唾液から検出されたウイルス量が、鼻の奥よりも多かったことを確かめた。長崎県に停泊中のコスタ・アトランチカ号で感染の乗員144人のうち63人を調べ、感染確認の約3週間後に唾液と鼻の奥から検体を採取し、PCR検査でウイルス量を測定した。唾液の方が多かったのは26人、鼻の奥の方が多かったのは3人だった。再び陽性が出る割合は唾液で28人（44.4%）、鼻の奥で6人（9.5%）、いずれも陰性だったのは34人（54.0%）だった[641]。
- 6月2日、厚生労働省は、国立感染症研究所の唾液でのPCR検査の検体採取マニュアルを改正する通知をした。唾液でのPCR検査が有効とするもので、ウイルス量の最多といわれる発熱から9日間の唾液を採取することを推奨する内容である。また、唾液の採取は患者自らが行うため、回収時の検体容器の取り扱いでは手袋とマスクのみで可とする、医療従事者の感染予防策マニュアルもあわせて改正した[642]。

#### 訪問診療PCR検査
- 5月24日、新宿区医師会は、訪問診療医がPCR検査を実施するシステムを今月中に始める。国立国際医療研究センターの敷地内に「検査スポット」を設け、訪問診療医が防護具を受け取り、訪問先から検体を持ち帰り2日以内に結果が出る。検査所に行けない足の悪い高齢者も多く対応が難しい。感染状況を早期に把握し感染拡大を防ぐ狙い。訪問診療を担うクリニックの医師は、感染防護具を個々に用意できないため検体採取が難しかった。日本在宅救急医学会の横田代表理事は「感染拡大の第2波を防ぐためにも全国的体制整備が必要」と指摘する[643]。
- 5月25日、厚生労働省は、医療的ケア児が自宅でPCR検査を受けられるよう対応を自治体に伝えた。家族が感染しケア児が入院するとき自宅でPCR検査が受けられ、自力で呼吸や食事が難しい身体機能だったり、外出が難しい場合もある。ボランティア団体「ウイングス」のアンケートで、感染時の入院付き添いや治療の情報不足に不安の声が高まっていた[644]。

#### 地域病院PCR検査
- 5月24日、地域基幹病院の横浜総合病院は、病院単独でPCR検査の実施態勢を整えた。緊急事態宣言解除を見据え、感染第2波に対応する。地域のクリニックの紹介の人や院内診療の結果で必要と判断された人が対象で、検査から2時間余りで結果がわかる。敷地内に設けられたテントで、防護服の医療従事者が対応にあたる。担当したスタッフの一人は「快晴時は熱と湿気で汗だくです、雨天時は防護服がぬれ外での診療行為は大変」。発熱や息苦しさを訴える人は別のテントや患者の車で、診察や血液検査を行い院内感染の抑止に努めている[645]。

#### 抗原検査
- 4月27日、加藤は、ウイルス感染の有無を短時間で判定する「抗原検査」について、「富士レビオ」から承認申請があったことを明らかにした。5月中にも承認され医療現場で使える可能性がある。鼻の奥の粘液を採取して検査キットに入れ、15分程度で反応が表れる。インフルエンザの迅速検査と同様の仕組みである。現在のPCR検査は4-6時間かかるため、検査待ちが数日から1週間かかる。検査キットが実用化すれば患者を短時間で調べられる。現在、複数の会社が開発を進めており、PCR検査と抗原検査の使い分けなど検討する[646]。
- 5月8日、みらかホールディングス製のウイルス感染を簡易診断できる「抗原検査」検査キットが、国内で初めて実用化される。来週、厚生労働省が薬事承認する方針。承認が下りれば遅れている検査体制を整えられる[647]。
- 5月12日、加藤は、「富士レビオ」が4月に承認申請した「抗原検査」キットを、13日付で承認することを明らかにした。抗原検査は、陽性なら15分程度、陰性なら30分程度で判定が可能で、検査体制が大幅に拡充する。同社は、1週間に20万件の検査に供給する[648]。
- 5月21日、福田栃木県知事は、「全国知事会で抗原検査について、検査対象者を国が示すべきだ」と発言した。厚生労働省は、抗原検査は症状のない人に勧めないとするガイドラインを公表。検査キットを全国の特定機能病院や救命救急センターに優先して供給する方針だが、検査対象者を明確に明示していないため、保健所は混乱が生じている[649]。
- 6月5日、日立製作所と東芝は、検査試薬メーカー「富士レビオ」に協力し「抗原検査」キットの製造支援に着手する。厚生労働省は、5月に国内初めて富士レビオの検査キッドを承認し、公的医療保険の対象になった。日立と東芝は、コロナ感染拡大の「第2波」の再流行に備えるもので、国内の検査能力の増強に協力することを目指す。抗原検査は、救急患者を医療施設に入れる直前や、帰国者の感染の防止など、判定に時間を要するPCR検査を補完する役割を担う[650]。

#### 抗体検査
- 5月23日、東京都は、過去のウイルス感染歴を調べる「抗体検査」を月3千件ペースで実施、地域ごとの抗体保有率を分析し診断率向上や疫学調査に役立てる。都の外郭団体の東京都医学総合研究所に測定器を設置し、都立、公社病院と連携して実施し、東京大学先端科学技術研究センターが分析にあたる。地域ごとに継続的に抗体検査を実施し抗体保有率を調査、感染拡大防止対策に役立てる[651]。
- 5月22日、厚生労働省は、6月初旬から感染状況の把握を目的とする抗体検査を、東京や大阪、宮城で1万人規模で調査を始める。無症状も含め感染した人の割合を確かめ、今後の対策に役立てる。20歳以上の男女約3000人から血液提供を受け、一定レベル以上の抗体を持っているかを調べる。抗体検査では、陰性なのに陽性と判定される精度に課題もあるが、最新の装置で調査の精度を上げる。加藤は、「免疫の獲得状況の確認が目的で、感染拡大防止策に活用していきたい」と述べた[652]。
- 6月1日、東京大学先端科学技術研究センターと福島県のひらた中央病院は、感染歴を調べる抗体検査で、簡易検査キットによる陽性の約90%の人が、精密検査の検査で陰性の結果であったと発表した。ひらた中央病院の医療・介護従事者の680人に簡易キット（イムノクロマト法）で検査、結果は58人が陽性だった。その後の精密検査で約90%の52人が陰性の判定結果だった。東京大学先端科学技術研究センターの児玉名誉教授は、「感染者の把握には役立つ、精密検査やPCR検査などの実施しての判断が必要」と述べた[653]。
- 6月1日、厚生労働省は、東京都、宮城県、大阪府の約1万人の抗体検査を開始した。調査実施では各自治体の協力により、男女20歳以上の約3000人の血液から感染者を調べる。東京では、板橋区、豊島区、練馬区の3000人の検査を予定している。検査協力者に依頼文書を郵送し、指定の検査会場で採決を実施し、集計した検査結果から感染者の割合を調べる。本年6月下旬までに結果を本人に通知する[654]。

#### 専用検査場
- 4月21日、大阪府は、新型コロナウイルス感染の有無を調べる専用の検査場設置を検討している。吉村知事は、「検査のためだけの場所を用意するべきだ」と述べた。府の対策協議会で議論する[655]。

### 検査体制への批判
厚生労働省は2月18日、1日に最大3,800人の検査ができる体制を整備したと発表した。
しかし、2月18日から2月24日の間に実施されたPCR検査件数は約6,300件で、1日平均約900件だったことが各界から批判された。
1月17日から2月26日までの検査数は地域によって大きな開きがあり、神奈川県811件、東京都704件、和歌山県609件、千葉県300件、愛知県182件、一方、徳島県14件、群馬県13件、青森県12件、高知県7件、岩手県4件であった。東北医科薬科大学の賀来満夫教授は「検査の件数は感染者数や保健所のマンパワーなどによってどうしても地域で偏りが出てくる。和歌山の検査を大阪が協力したように、検査が比較的少ない地域が代わりに行うなど日本全体で協力しあっていく必要がある。そのためには国が率先して協力体制を整えてほしい」と話した。
5月2日には、神戸市立医療センター中央市民病院で4月7日までの8日間に同病院を受診した外来患者1000人の血液を検査したところ、33人（3.3％）から新型コロナウイルス感染後にできる抗体が検出されたと発表された。男性489人、女性511人の無作為抽出で、内訳は30代から80代の男性16人、女性17人であった。同病院の研究チームはこの結果から、緊急事態宣言が出る4月7日以前に、神戸市内ですでに2.7％に当たる約4万人に感染歴があったと推定し、PCR検査によって発表された感染者数の数百倍が感染していた可能性があるとしている。
血液専門医・内科医師の久住英二は、一度に多くの検体を処理でき遺伝子の抽出など一連の工程を自動で行える検査機器を日本は十分に備えていなかった。今は世界で争奪戦になっており買えなくなってきている。見逃された軽症者が普段通りに生活し感染を広げているのではないか と批判している。

#### 医師会
2月27日に東京都医師会は、PCR検査が必要だと医師が判断したのに保健所から拒否されたケースが相次いでいることを明らかにし東京都などに改善を訴えた。理由としては「現状では重症の肺炎患者を優先している」などという声が多かった。
日本医師会に3月3日までに寄せられた報告によると、地域の医師が検査必要と判断したものの保健所に断られ、検査可能な「帰国者・接触者外来」を紹介してもらえないケースが北海道と6つの県で合わせて30件あった。保健所からは「まだ重症ではない」「地域の検査能力が足りない」などと言われたとしている。また日本医師会は3月18日、医師が必要だと判断したのにPCR検査を実施されない不適切な事例が26都道府県で290件あったと発表した。

#### 医師の批判
日本の検査体制についてマスコミや医療界などからも批判がある。
上昌広
上昌広医療ガバナンス研究所理事長も1日最大3,800人という点について「1日20万件以上も検査できる能力を持つ民間企業もあるのにもかかわらず、厚労省は検査数を絞っているように見える」と述べ、背景には自らの管理下で検査を行うことで影響力を維持したい厚労省の政治的思惑や予算の問題がからんでいると主張した。また上はウイルスを検出するためのPCR検査についての厚労省による基準は「医学的根拠のない」ものとして批判し、症状が軽く風邪と誤認したまま感染源となっているケースがあると主張した。さらに上は、スイスの製薬会社ロシュの簡単な遺伝子検査キットを日本政府が「頑なに」導入しないのは、厚労省が検査方法を独自開発するために予算をつけたからだと述べた。しかし、厚生労働省健康局結核感染症課によれば、2月13日にはロシェ検査キットは使えるようになっており、国立感染症研究所のマニュアルでも従来のキアゲン (QIAGEN) 検査キットと感度は同等とされており、「日本政府が頑なに導入しない」という事実はないと反論した。
上は2月25日に放送されたTBSテレビのNEWS23において、日本の民間の検査会社の約100社は合計900ほどのラボを持っており、1日9万件検査が可能だとし、日本のPCR検査が韓国に比べて少ないことについて「厚生労働省がよほど（検査を）やりたくないのだなあと。そういうニュアンスを感じます」、国立感染症研究所は「『自分たちでやりたい』『自前でやりたい』という意識が強いと思うんです。自分たちで検査を開発する･･･その予算もついてました」「感染者を多く見せたくないんじゃないかというウラがあるような気がします」と述べた。

#### 研究者の批判
岡田晴恵
2月28日、テレビ朝日番組『モーニングショー』で白鷗大学の岡田晴恵特任教授が地方衛生研究所のデータは国立感染症研究所が掌握しており、ある感染研OBがデータを「自分で持っていたい」と言っていると告発した。
山中伸弥
3月31日、山中伸弥京都大学iPS細胞研究所所長は5つの提言の中で、検査数が少ないから気付かず「オーバーシュート」は起こらない。無症状者などは専用の施設に入ってもらった上で同時に検査数を増やすと提言した。
本庶佑
4月6日、本庶佑京都大学名誉教授は提言の中で韓国やドイツに比べ5日までに検査を受けた人が約4万5千人で著しく少なすぎるとして、1日1万人以上に増やすことが重要だとしている。
中村祐輔
中村祐輔シカゴ大学名誉教授は、感染症対策は事実に基づくべきなのに日本は検査数という分母が実態に即していない。科学的な統計として成り立っていない。
島田眞路
島田眞路山梨大学学長は日曜日の検査数が少ないことは検査体制の不備を示しており、国立大学医学部の活用など至急改善の必要があるとしている。

#### 野党による批判
立憲民主党の枝野幸男代表は「検査してもらいたいのに放っておかれているとの声があがってくる。わが国が持っている資源をフル稼働できていない」と批判した。
2月27日の衆議院予算委員会で、立憲民主党の川内博史議員は、国立感染症研究所から北海道庁に派遣された3人の専門家が「検査をさせないようにしている疑念がある」と指摘し、また日刊ゲンダイのインタビューに「政府は検査を拡大することで、多くの陽性患者が発覚することを恐れているのではないか」と述べた。同日、日刊ゲンダイは、感染者数を増やさないようにするため厚労省が「検査妨害」をしたと報じた。

#### アメリカ大使館・在日米軍
- 4月3日、在日米大使館は、日本は検査を広範囲に行わず感染状況の把握が困難になっているとして帰国準備を呼びかけた[661]。
- 4月15日、在日米軍司令部は関東に限定していた公衆衛生上の非常事態宣言の対象を全国に広げた[676]。

#### 批判への反論
神戸大学病院感染症内科の岩田健太郎教授は新興感染症に対して場当たり的に大量の検査を行うことは不合理であると批判した。また、岩田は厚労省の症例定義にこだわりすぎ、一種のマニュアル主義に陥ってしまうことや、感染症の専門家ではない厚労省の医系技官が仕切っていると批判し、中国や韓国にもあるCDCは早急に日本にも作る必要があり、日本では軽症者が多いこの感染症を「指定感染症」にしたせいで医療を疲弊させており指定は解除すべきだと主張した。
臨床遺伝専門医の仲田弘美医師は2月23日に、現在の市中感染の段階では医療リソースは限りがあるため緊急度に従って優先順をつけることが肝要で、厚生労働省行政の批判だけをするのはアジテーションだと反論した。
血液内科医の中村幸嗣医師は2月27日に現在の市中感染の段階では、早期診断してもしなくても新型コロナウイルス患者の転機は変わらず、むしろ院内感染リスクが高まれば感染が拡大すると反論した。
神奈川県医師会は4月14日、菊岡正和会長名義で「神奈川県民の皆様へ」と題したメッセージの中で、「新型コロナウイルスのPCR検査の感度は高くて70%程度で30%以上の人は感染しているのに『陰性』と判定され、『偽陰性』となる」「正確で次の検査の人に二次感染の危険性が及ばないようにするには、一人の患者の検査が終わったら、すべてのマスク・ゴーグル・保護服などを、検査した本人も慎重に外側を触れないように脱いで、破棄処分しなければならない。マスク・保護服など必須装備が絶対的に不足する中、どうすればよいのか。次の患者に感染させないようにするために、消毒や交換のため、30分以上1時間近く必要となる」と医療現場の立場からPCR検査の問題点を挙げ、「専門家でもないコメンテーターが、まるでエンターテインメントのように同じような主張を繰り返しているテレビ報道があります。視聴者の不安に寄り添うコメンテーターは、聞いていても視聴者の心情に心地よく響くものです。不安や苛立ちかが多い時こそ、慎重に考えてください」「メディアなどで主張する専門家やコメンテーターは、そのようなことを考えたことがあるでしょうか」と、PCR検査ありきのワイドショーを中心とした報道姿勢に対し批判している。
都立駒込病院（第一種感染症指定医療機関）の今村顕史感染症科長は、現在の日本の状況では集団感染（クラスター）対策が最も重要であるとしたうえで、感染経路を把握するためにも濃厚接触者の検査は重要で、濃厚接触者ではない人を片っ端から検査することは望ましくないとする。無症状や軽症も多いという新型コロナウイルスの特徴から、その中に陽性者がいる可能性は否定できないが、安易な検査拡大で、病床・人員・防護服などの用品の不足などから、本当は避けることができる医療崩壊が始まるとする。軽症者でベッドが埋まり、防護具が減ると、コロナ患者だけでなく、それ以外の重症者も救えなくなるとする。また保健所も人数が限られていることも指摘したうえで、メディアは患者への配慮が足りないと批判した。
心臓外科医の澁谷泰介はテレビ朝日系『グッド!モーニング』の取材に、「PCR検査を今後増やしていくこと自体は大事なことではあるのですけれども、今現在、現場で不必要な検査が増えることは現場としては全く望んでいません。 もちろん基礎疾患があるですとか、感染している家族と濃厚に接触していたとか、プラスアルファのものがある方には積極的に検査をする、またはそれができるように検査数を増やすことは大切なことですけども、今現在、急場で検査数だけ増やしてくれと言われても、ちょっと難しいなというのが正直なところです」という見解を示した。

#### マスコミによる報道
一部ではマスコミによる報道が恣意的であるという主張がある。特にテレビ朝日系『モーニングショー』では 新型コロナウイルスの感染拡大と政府の対策について不安を煽るような出演者（主に岡田晴恵、玉川徹、青木理など）の発言内容や番組制作のあり方について識者や世論の批判がしばしば起こっている（モーニングショー#新型コロナウイルス感染症の流行に関する報道を参照）。
また、同じテレビ朝日系の『グッド!モーニング』で放送された心臓外科医の澁谷泰介への取材では同番組が恣意的な編集を行ない、同番組が当初から主唱している「全員へのPCR検査実施を望む」かのような正反対の意見として報道したとされている。これについて、上智大学教授・元日本テレビ『NNNドキュメント』ディレクターの水島宏明は「検証も反省もない『訂正放送』でお茶を濁すままなら、この局にテレビ報道（ジャーナリズム）を務める資格はないはずだ。それをそのままでよしとするままなら、放送というメディアにもジャーナリズムの資格がないことになってしまう」とマスコミ全般に対しても主張している。

#### 国立感染症研究所・厚生労働省の反応
3月1日、国立感染症研究所は、上記の「PCR検査の拡大を感染研OBが妨害している」「検査件数を抑えることで感染者数を少なく見せかけようとしている」「実態を見えなくするために、検査拡大を拒んでいる」といった主張に対して、これらの主張は事実と異なり、職員や関係者を不当に扱うもので、新型コロナウイルス感染症対策へ悪影響を及ぼしていると反論した。
3月7日、厚生労働省は現在の日本の検査体制について、かかりつけ医が必要と考える場合には、すべての患者がPCR検査を受けることができる十分な検査能力を確保しているとし、国立感染症研究所・検疫所、地方衛生研究所、民間検査会社や大学などの協力のもと1日6,000件程度の検査能力を確保しており、3月末には8,000件を超えると発表した。
また、PCR検査の医療保険適用によって、帰国者・接触者相談センター（24時間対応）から紹介された帰国者、接触者外来で検査が必要とされたときは、保健所を経由することなく、民間の検査機関に直接、検査依頼を行うことが可能となった。かかりつけの医者が検査が必要と判断した場合には、帰国者・接触者外来を紹介受診し、検査を行う。地域の検査能力に限界があるために断られるということがないようにするとし、同時に、検査時間を大幅に短縮できる新しい簡易検査機器の開発を進めていくと述べた。

#### 新型コロナウイルス感染症対策専門家会議
5月4日、件数が少ない事について、韓国やシンガポールはSARSなどの経験を踏まえ検査拡充を進めていた。大量のPCR検査を行う想定をしていなかった日本ではコロナでも重症化の恐れがある人や濃厚接触者を優先するしかなく、急増した3月下旬以降も十分に対応できなかった。保健所や衛生研究所に業務が集中し過ぎた事や検体を採取する人やマスクや防護服の圧倒的な不足、民間の検査会社に検体を運ぶ業者の確保が難しかった事を挙げた。政府に対しては、検査を補う迅速診断キットの開発など質の高い検査体制の構築を求めた。

### 疑似症報告制度
厚生労働省は疑似症報告制度を採用しており、ここでいう疑似症とは感染症予防法で「感染症を疑わせるような症状のうち、集中治療その他これに準ずるものが必要であり、かつ、直ちに特定の感染症と診断することができないと判断したもの」と定義されるものである。この疑似症報告制度によるPCR検査実施人数には、退院時の確認検査や、疑似症報告に該当しない検査、クルーズ船やチャーター便に関連する検査などは含まれておらず、実際の実施総数より少ない。
例えば、この疑似症報告制度の枠組みの中で報告が上がった2月18日から3月11日までの新型コロナウイルスに係るPCR検査の実施件数の総数は25,456件であったが、退院時の確認検査などは含まない場合の3月11日までのPCR検査の実施件数の累計は10,024件となる（下の表参照）。

### 検査制限
厚生労働省は、2月に新型コロナウイルス感染に関する相談・受診の目安について「風邪の症状や37.5度以上の発熱が4日以上（高齢者や持病を伴うなど重症化の恐れがある場合は2日以上）続く」「強いだるさや息苦しさがある」のいずれかに該当する場合、保健所に設置された帰国者・接触者相談センターに相談するという指針を出していた。この指針に基づき「37.5度」という数字の印象が強く先行し、感染を疑われる人が相談・受診を過度に控えているとの指摘があった。また、目安に該当しないとして診察やPCR検査が受けられないケースも多発していた。
- お笑いトリオ・森三中の黒沢かずこは、プロ野球・阪神タイガース投手の藤浪晋太郎が新型コロナに感染したニュースを見て、発熱や藤浪と同じ味覚異常の症状を訴えていたが、複数の医療機関や保健所からPCR検査を拒否されたため2週間近く自宅療養を強いられ、「（別の医療機関に）粘って粘って、頼みこんで」ようやく検査に至ったことを、黒沢本人や同じ森三中のメンバー大島美幸の夫である放送作家の鈴木おさむが明らかにしている[691][692]。
- さいたま市の保健所長は4月10日の報道陣の取材で、PCR検査が2か月で171件にとどまったことについて、県内の病床や隔離施設が不足していることから「病院があふれるのが嫌で厳しめにやっていた」と明らかにしている。病床や隔離施設の不足の原因として埼玉県によれば、軽症者や無症状者が滞在する宿泊施設の確保が難航していることや、病状が回復した入院患者がPCR検査で2回の陰性反応という条件を満たせず退院できないなどの事情で、病床が空きづらいなどの事情を挙げている[693]。
- 神奈川県横浜市のマニュアルでは帰国者・接触者相談センターで検査が必要とされても重症化リスクがないと検査を制限している。厚生労働省の指示がもとにあるとみられる[694]。
- 経済再生担当大臣（新型コロナ対策担当大臣）の西村康稔は、視察に同行した内閣官房新型ウイルス感染症対策推進室の職員の感染が判明したため自宅待機を行ったが、わずか2日間の待機で公務に復帰し、その間にPCR検査を受けたことを自身のTwitter投稿で公表した。この投稿に対し短期間でPCR検査を受けられたことから「どうしてあなたが検査を受けられるのか」「政府要人だから検査を受けられるのか」などと批判が続出した[695][696]。
- 前述の大相撲高田川部屋の事例では、2020年4月上旬に発熱の症状がみられる力士が出たため、当初、保健所や近隣の病院に問い合わせるなどしたが受け付けてもらえなかったという。その結果、高田川親方や所属力士に感染が広がり、このうち三段目力士の勝武士幹士は糖尿病の既往歴があり発熱と血痰の症状が見られたため、発症から4日後に入院。その後、症状が重篤化し集中治療を受けたが、5月13日に新型コロナウイルス肺炎による多臓器不全のため、28歳の若さで死去した。日本のプロスポーツ選手で初めて、また、厚生労働省が把握する日本で年齢が明らかになっている20代感染者の初の死亡事例となった[697][698][699]。

当時内閣総理大臣の安倍晋三は2月29日の会見で、医師がPCR検査が必要だと考えた時には「すべての患者が検査を受けられる十分な検査能力を確保する」と発言していた。
新型コロナウイルス感染症対策専門家会議委員の釜萢敏日本医師会常任理事は、4月22日の会見で「発熱後4日間の自宅待機ルール」に関して「普段あまり受診されていない方でも体調が悪い状態が4日も続くようなら受診してくださいという趣旨だった」と発言し、責任回避ともとれる言動に対して批判が続出した。
その後、5月8日に厚生労働省は「37.5度以上の発熱が4日以上続く」との表記を削除した新指針を公表した。受診基準の見直しを受けて、当時厚生労働大臣の加藤勝信は同日の会見で「目安ということが、相談とか、あるいは受診の一つの基準のように（とらえられた）。我々から見れば誤解でありますけれど…」「これについては幾度となく、通知を出させていただいたり、『そうではないんだ』ということを申し上げて、相談や受診に弾力的に対応していただいた」などと発言。加藤の発言に対して、あたかも検査制限について国民や現場（保健所）に責任を転嫁するようなものと捉えられ、SNSや著名人などから加藤や厚労省に対する批判が続出している。

### 届け出
医師が患者を確認した際に保健所に提出する届け出は、規定の用紙に手書きしファクシミリで送信することになっていたが、現場での負担が大きいという声があり、5月6日からオンラインでの申請が可能となった。

## 医療

### 保健所
- 2020年4月27日、厚生労働省や全国保健所長会によると、全国の保健所は468か所だが統廃合で過去20年間で2割減少した。本年3月のアンケートでは、「人員・予算もなく、保健師の多くが疲弊」「ほぼ全員が24時間対応せざるを得ない」「精神的にダウンする職員が増えそうだ」と切実な声が出ている。政府の専門家会議の提言は、保健所の負担軽減と体制強化を求め、退職保健師の復職や業務の民間委託を促している[709]。
- 5月8日、厚生労働省は、保健所などに相談する感染が疑われる場合の新たな「相談、受診の目安」を公表した。これまでは「風邪の症状や37.5度以上の発熱が4日以上続く」「強いだるさや息苦しさがある」のいずれかに該当する場合となっていたが、新たな目安では「息苦しさや強いだるさ、高熱などの強い症状がある」「高齢者ら重症化しやすい人で、発熱やせきなどの比較的軽い風邪の症状がある」場合は保健所窓口などの「帰国者・接触者相談センター」に相談する。また「味やにおいを感じにくくなる症状」の場合も相談できる[710]。
- 5月10日、大阪府は、ICT（情報通信技術）を用い、軽症や無症状感染者の健康状態を把握するシステムを導入した。感染者が体温やせき息苦しさなど13項目の情報をスマートフォンなどに入力すると、保健師や府の担当部署とオンラインで共有される。国もこのシステムを全国に導入する方針である[711]。
- 5月16日、全国保健所長会の白井副会長は、15日「深層NEW」に出演し、保健所機能の課題を語り、「政令指定都市で保健所が1か所の市もある、行政改革で保健所職員が削減されてきた」と現状を指摘した[712]。

### 医薬品

#### ワクチン
ワクチンの接種状況
2023年4月6日時点で383,335,169回（内1回目：104,693,027回、2回目：103,364,208回、3回目：86,395,633回、4回目：58,405,782回、5回目：30,476,519回）接種が行われた。そのうち、オミクロン株対応ワクチンについては56,362,815回である。
| 都道府県 | 接種回数   | 接種回数   | 接種回数  | 接種回数  | 接種回数  | 接種率（%） | 接種率（%） | 接種率（%） | 接種率（%） | 接種率（%） |
| 都道府県 | 1回目      | 2回目      | 3回目     | 4回目     | 5回目     | 1回目       | 2回目       | 3回目       | 4回目       | 5回目       |
| -------- | ---------- | ---------- | --------- | --------- | --------- | ----------- | ----------- | ----------- | ----------- | ----------- |
| 北海道   | 4,344,707  | 4,281,962  | 3,599,490 | 2,268,661 | 339,883   | 82.35       | 81.23       | 69.46       | 43.78       | 6.56        |
| 青森県   | 1,101,261  | 1,087,673  | 920,763   | 599,283   | 70,413    | 86.91       | 85.90       | 74.10       | 48.23       | 5.67        |
| 岩手県   | 1,066,891  | 1,051,921  | 911,839   | 607,476   | 98,059    | 86.53       | 85.38       | 75.59       | 50.37       | 8.13        |
| 宮城県   | 1,947,474  | 1,914,738  | 1,593,207 | 945,533   | 145,202   | 84.39       | 83.02       | 70.24       | 41.69       | 6.40        |
| 秋田県   | 861,692    | 851,394    | 752,217   | 519,307   | 50,555    | 88.04       | 87.07       | 78.65       | 54.30       | 5.29        |
| 山形県   | 939,376    | 930,132    | 806,955   | 526,279   | 85,002    | 86.99       | 86.23       | 76.40       | 49.83       | 8.05        |
| 福島県   | 1,607,443  | 1,588,402  | 1,362,218 | 874,439   | 112,050   | 85.81       | 84.86       | 74.01       | 47.51       | 6.09        |
| 茨城県   | 2,492,519  | 2,460,403  | 2,056,023 | 1,246,843 | 232,930   | 84.60       | 83.58       | 71.13       | 43.14       | 8.06        |
| 栃木県   | 1,646,500  | 1,626,430  | 1,370,753 | 819,915   | 162,997   | 83.13       | 82.18       | 70.56       | 42.21       | 8.39        |
| 群馬県   | 1,622,750  | 1,598,118  | 1,336,257 | 761,806   | 129,471   | 81.83       | 80.65       | 68.75       | 39.20       | 6.66        |
| 埼玉県   | 6,175,781  | 6,088,668  | 5,002,321 | 2,781,193 | 526,433   | 82.35       | 81.24       | 67.73       | 37.66       | 7.13        |
| 千葉県   | 5,279,429  | 5,214,905  | 4,349,460 | 2,445,934 | 447,941   | 82.30       | 81.34       | 68.92       | 38.76       | 7.10        |
| 東京都   | 11,384,296 | 11,234,309 | 9,055,698 | 4,790,587 | 1,237,777 | 81.07       | 80.06       | 65.64       | 34.73       | 8.97        |
| 神奈川県 | 7,666,983  | 7,576,115  | 6,172,112 | 3,384,043 | 703,752   | 81.69       | 80.78       | 66.97       | 36.72       | 7.64        |
| 新潟県   | 1,916,136  | 1,886,028  | 1,641,483 | 1,064,323 | 152,000   | 85.93       | 84.64       | 75.01       | 48.64       | 6.95        |
| 富山県   | 901,645    | 894,052    | 740,225   | 452,256   | 88,766    | 85.29       | 84.65       | 71.36       | 43.60       | 8.56        |
| 石川県   | 943,391    | 932,377    | 765,034   | 452,720   | 79,636    | 82.42       | 81.52       | 68.03       | 40.26       | 7.08        |
| 福井県   | 651,508    | 644,930    | 532,318   | 315,886   | 47,838    | 83.54       | 82.77       | 69.35       | 41.16       | 6.23        |
| 山梨県   | 685,779    | 677,711    | 560,063   | 334,385   | 53,555    | 82.52       | 81.62       | 68.62       | 40.97       | 6.56        |
| 長野県   | 1,743,226  | 1,721,459  | 1,478,064 | 936,340   | 174,762   | 83.05       | 82.08       | 71.87       | 45.53       | 8.50        |
| 岐阜県   | 1,677,456  | 1,663,626  | 1,384,080 | 842,594   | 204,347   | 82.50       | 81.89       | 69.32       | 42.20       | 10.23       |
| 静岡県   | 3,157,746  | 3,123,966  | 2,533,787 | 1,464,125 | 208,126   | 84.88       | 84.04       | 69.26       | 40.02       | 5.69        |
| 愛知県   | 6,045,589  | 5,942,157  | 4,781,521 | 2,481,283 | 404,393   | 78.82       | 77.52       | 63.51       | 32.96       | 5.37        |
| 三重県   | 1,487,515  | 1,472,652  | 1,200,975 | 694,544   | 106,463   | 81.77       | 81.01       | 67.28       | 38.91       | 5.96        |
| 滋賀県   | 1,163,417  | 1,151,478  | 928,730   | 520,585   | 100,194   | 81.18       | 80.39       | 65.62       | 36.79       | 7.08        |
| 京都府   | 2,040,410  | 2,009,931  | 1,607,540 | 897,311   | 169,594   | 79.72       | 78.60       | 64.01       | 35.73       | 6.75        |
| 大阪府   | 6,934,810  | 6,846,455  | 5,315,942 | 2,843,764 | 503,419   | 77.33       | 76.40       | 60.40       | 32.31       | 5.72        |
| 兵庫県   | 4,453,878  | 4,402,493  | 3,521,674 | 1,982,701 | 341,745   | 79.70       | 78.84       | 64.16       | 36.12       | 6.23        |
| 奈良県   | 1,098,555  | 1,087,477  | 886,933   | 535,436   | 107,875   | 81.11       | 80.35       | 66.43       | 40.10       | 8.08        |
| 和歌山県 | 752,681    | 743,636    | 617,472   | 372,675   | 63,371    | 78.88       | 77.99       | 66.05       | 39.87       | 6.78        |
| 鳥取県   | 447,064    | 441,734    | 366,797   | 225,869   | 47,367    | 79.59       | 78.71       | 66.50       | 40.95       | 8.59        |
| 島根県   | 568,585    | 559,809    | 470,355   | 294,328   | 35,224    | 83.65       | 82.44       | 70.60       | 44.18       | 5.29        |
| 岡山県   | 1,525,845  | 1,496,457  | 1,244,276 | 719,900   | 119,975   | 79.66       | 78.17       | 66.21       | 38.31       | 6.38        |
| 広島県   | 2,257,033  | 2,230,179  | 1,799,705 | 1,053,346 | 183,172   | 79.57       | 78.68       | 64.54       | 37.77       | 6.57        |
| 山口県   | 1,129,502  | 1,106,442  | 941,033   | 614,265   | 108,537   | 82.45       | 80.82       | 70.20       | 45.83       | 8.10        |
| 徳島県   | 602,393    | 594,926    | 495,149   | 293,236   | 40,896    | 81.16       | 80.23       | 68.15       | 40.36       | 5.63        |
| 香川県   | 784,027    | 776,020    | 637,556   | 369,572   | 38,701    | 79.73       | 78.97       | 66.08       | 38.30       | 4.01        |
| 愛媛県   | 1,120,360  | 1,109,750  | 920,218   | 572,038   | 127,143   | 81.68       | 80.99       | 68.59       | 42.64       | 9.48        |
| 高知県   | 568,761    | 561,382    | 459,541   | 301,462   | 56,659    | 80.53       | 79.55       | 66.32       | 43.51       | 8.18        |
| 福岡県   | 4,158,381  | 4,078,160  | 3,237,261 | 1,873,813 | 416,456   | 79.97       | 78.47       | 63.36       | 36.68       | 8.15        |
| 佐賀県   | 661,683    | 653,983    | 526,310   | 317,475   | 65,467    | 79.78       | 78.93       | 64.80       | 39.09       | 8.06        |
| 長崎県   | 1,107,976  | 1,092,581  | 927,253   | 572,468   | 96,156    | 82.35       | 81.28       | 70.25       | 43.37       | 7.28        |
| 熊本県   | 1,469,288  | 1,453,387  | 1,203,616 | 743,173   | 100,004   | 82.61       | 81.78       | 68.88       | 42.53       | 5.72        |
| 大分県   | 930,961    | 916,026    | 761,422   | 462,985   | 75,100    | 80.71       | 79.46       | 67.30       | 40.93       | 6.64        |
| 宮崎県   | 877,696    | 866,035    | 711,760   | 431,670   | 77,222    | 79.08       | 78.09       | 66.00       | 40.04       | 7.16        |
| 鹿児島県 | 1,330,720  | 1,307,498  | 1,090,296 | 668,623   | 112,037   | 81.44       | 80.17       | 67.92       | 41.66       | 6.98        |
| 沖縄県   | 1,065,887  | 1,045,149  | 742,428   | 356,319   | 40,655    | 70.73       | 69.39       | 49.98       | 23.99       | 2.74        |

ワクチン接種状況（2023年4月6日時点）
オミクロン株対応ワクチン接種状況（2023年4月6日時点）
製薬会社別接種状況（2022年11月29日時点）
ワクチンの契約・承認状況
| ワクチン                         | 開発国            | 契約量       | 承認           | 接種開始      | 備考                                                                         |
| -------------------------------- | ----------------- | ------------ | -------------- | ------------- | ---------------------------------------------------------------------------- |
| ファイザー-バイオンテック        | アメリカ/ドイツ   | 3億2,400万回 | 2021年2月14日  | 2021年2月17日 | 接種可能なワクチンは1価（初回のみ） および2価（オミクロン株対応）            |
| オックスフォード＝アストラゼネカ | イギリス          | 1億2,000万回 | 2021年5月21日  | 2021年8月21日 | 2022年9月30日で接種が終了                                                    |
| モデルナ                         | アメリカ          | 1億回        | 2021年5月21日  | 2021年5月23日 | 接種可能なワクチンは2価（オミクロン株対応） （1価は2023年2月11日で接種終了） |
| ヤンセンファーマ                 | アメリカ/オランダ | 未契約       | 2022年6月20日  | 未決定        |                                                                              |
| 武田（ノババックス）             | アメリカ          | 1億5,000万回 | 2022年4月19日  | 2022年5月26日 | 2023年12月25日で接種が終了                                                   |
| 第一三共                         | 日本              | 140万回      | 2023年8月2日   | 2023年12月    |                                                                              |
| Meiji Seika ファルマ             | アメリカ/日本     |              | 2023年11月28日 | 2024年10月1日 |                                                                              |

2020年
- 4月20日、タカラバイオはバイオ企業のアンジェスや大阪大学などと共同で、新型コロナウイルスのワクチンの量産体制を構築する。7月に臨床試験を始め、9月に厚生労働省から製造販売の承認を得た場合、年内に20万人分のワクチンが供給可能となる[738]。
- 4月23日、NECは新型コロナウイルス感染症を予防するワクチンの設計図を作成したと発表した。製薬会社に共同開発を呼びかける[739]。
- 4月25日、日本医師会の横倉会長は、来夏に延期となった東京五輪・パラリンピックについて「ワクチンが開発されなければ開催は難しい」との認識を示した。この時点ではまだ有効な治療薬がなく、容体が急変して重症化したり、無症状でも感染を広げたりする問題がある。横倉は「すでにある抗ウイルス薬やアビガンなど試しているが、ワクチンが開発されないと五輪は開けないだろう」と述べた[740]。
- 4月26日、世界保健機関によると、世界において70以上のワクチン開発計画が進行中。日本では大阪大学の三つの計画が最多である。ウイルスのDNAを接種する「DNAワクチン」、ウイルス様粒子「VLP」を使う手法、ウイルスを使う「不活化ワクチン」。治験から承認までの時間は10年かかる、有効性と安全性が担保できた時点で「特例措置」を期待している[741]。
- 4月29日、Microsoftのビル・ゲイツ氏は、「ワクチン開発が私たちの生活を正常に戻す唯一の手段だ」と述べ、ワクチンの開発が急務だと強調した。新型コロナウイルスの克服に日本の協力に期待を表明した。ゲイツ氏は自ら創設した慈善基金団体を通じ、感染症を予防するためのワクチン開発と普及に力を入れてきた。新型コロナにも、ワクチン開発などに最大2億5,000万ドル（約268億円）を提供すると表明している[742]。
- 5月24日、当時の加藤勝信厚生労働大臣は、ワクチン開発に対して国内企業への支援を強化することを示した。「世界で競争状況で開発が進んでいる、開発をしっかり支援する」と強調、「開発が終わってから生産ラインを作っては遅くなる」と指摘し、研究開発と企業の生産体制整備を並行して支援する考えを示した。関連費用は、2020年度第2次補正予算案に盛り込む。米国や中国は臨床試験を始めている、国内では7月に治験が始まる見通し[743]。
- 5月25日、アンジェスは大阪大学と共同開発しているワクチンについて承認を得るための治験を7月に国内初の治験を始め、2021年3月の実用化を目指す。同社は25日、ワクチンを投与したマウスやラットの体内でウイルスに対する抗体を確認したと発表した。治験は、同社が協定する大阪市立大学病院で数十人の医療従事者を対象に実施し、年内に数百人の治験に移行し効果を見極める。ワクチンは「DNAワクチン」と呼ばれる種類で、製造期間を短くできる利点があり、6-8週間で製造が可能だとしている[744]。
- 6月4日、塩野義製薬は国立感染症研究所と連携してコロナ予防ワクチンを、2021年1月に医療従事者に供給開始する方針。昆虫細胞から抗原たんぱく質を作りワクチンを開発する。試験用ワクチンの製造を7月に着手、今年中に臨床試験を始め、21年秋頃に一般に供給を始める予定である[745]。
- 6月4日、厚生労働省は新型コロナワクチンの開発について、国民への接種目標を2021年前半から実施可能と発表した。翌年開催の東京五輪・パラリンピック大会に向け体制を整える。海外各国の状況は、すでに10種類程のワクチンの臨床試験が開始されており、国内においても7月以降より臨床試験を開始する予定である[746]。
- 7月31日、政府がアメリカの製薬企業・ファイザーと、2021年6月末までに新型コロナウイルスワクチン6,000万人分（1億2,000万回分）の供給を受けることに合意した[747]。
- 10月29日、政府がアメリカの製薬企業・モデルナと、武田薬品工業による国内での流通のもと 2021年上半期に4,000万回分、2021年第3四半期に1,000万回分の供給を受けることについて両者と契約を締結[747]。
- 12月2日、新型コロナウイルスのワクチン接種を無料にする予防接種法の改正案が参議院本会議で可決され、成立した。これにより新型コロナ感染症の予防接種にかかる費用は国が負担することになる。また、接種による健康被害で製造販売業者が損害賠償を求められた場合は、国が肩代わりして損失を補償する。当該ワクチンの接種は蔓延を予防するため緊急の必要があるとする「臨時接種」に位置づけられ、強制ではないが、接種を受けることに努めなければならない努力義務が課された[748]。
- 12月10日、政府がイギリスの製薬企業・アストラゼネカと2021年初頭から1億2,000万回分のワクチンの供給（そのうち約3,000万回分については2021年の第一四半期中に供給）を受ける契約を締結[747]。

2021年
- 1月18日、菅義偉首相は新型コロナウイルス感染症のワクチン接種を円滑に進めるための全体の調整役となる新型コロナウイルスワクチン接種推進担当大臣に河野太郎を充てることを表明し、同日付で同職に起用した[749]。
- 2月14日、厚生労働省が前年12月18日付で製造販売承認申請されていたアメリカ・ファイザー製の新型コロナウイルス感染症ワクチンを、特例承認により薬事承認したと発表する。新型コロナウイルス感染症ワクチンの承認は日本国内で初めて[750]。
- 2月17日、日本国内初となる新型コロナウイルスワクチンの接種が、医療従事者に対する先行接種としてこの日から始まる[751]。
- 4月12日、高齢者への新型コロナウイルスワクチンの接種が開始された[752]。
- 4月27日、菅首相は東京・大阪に新型コロナウイルスワクチンの大規模接種センターを設置する方針を決め、岸信夫防衛大臣に設置を指示した。東京の設置会場について千代田区の大手町合同庁舎3号館を使用し、両会場とも自衛隊の医官や看護官を中心に業務にあたり5月24日からの運用を目指す方針で、主な接種対象は東京・神奈川・埼玉・千葉の1都3県の高齢者とする[753]。
- 5月3日、防衛省は大阪に設置する新型コロナウイルスワクチンの大規模接種センターの会場について、大阪府立国際会議場とすることを発表した。主な接種対象は大阪・京都・兵庫の2府1県の高齢者とする[754]。
- 5月14日、政府がアメリカ合衆国の製薬企業・ファイザーと、2021年第3四半期（7月〜9月）に約5,000万回分のワクチンの追加供給を受ける契約を締結[718]。
- 5月21日、厚生労働省が製造販売承認申請されていたイギリス・アストラゼネカ製およびアメリカ・モデルナ製の新型コロナウイルス感染症ワクチンを、特例承認により薬事承認したと発表する。モデルナ製の接種対象は18歳以上とし、アストラゼネカ製は接種後ごく稀に血栓が生じる事例が報告されており、承認後も当面接種は見送る[723]。
- 5月23日、大阪の防衛省運営の大規模会場で、自衛官や民間看護師など接種業務対象者にモデルナ製ワクチンの国内初接種を行う[755]。
- 5月24日、東京・大阪の防衛省運営の大規模接種会場などで65歳以上の高齢者に対するモデルナ製ワクチンの接種開始。
- 同日、アメリカ製薬大手のジョンソン・エンド・ジョンソンが、厚生労働省に対し1回投与型の新型コロナウイルスワクチン（Ad26.COV2.S）の製造販売承認を申請したと発表[756]。
- 6月1日、厚生労働省はファイザー製の新型コロナウイルスワクチンについて、公費負担の接種対象をこれまでの16歳以上から、12歳以上に拡大した[757]。
- 7月20日、厚生労働省がモデルナ製ワクチンについて、5,000万回分の追加契約を締結した[726]。
- 7月30日、厚生労働省はアストラゼネカ製ワクチンを公的接種の対象に追加することを決定する。接種対象年齢は40歳以上とする[758][759]。
- 8月26日、厚生労働省はモデルナ製ワクチンの一部に異物混入が同月16日以降相次いで見つかったことをうけ、163万回分もの同社製ワクチンの使用中止を発表[760]。
- 9月7日、厚生労働省はアメリカの製薬企業・ノババックスから技術移管を受けてワクチンの日本国内製造・流通を予定する武田薬品工業と日本国内での薬事承認を前提に1億5,000万回分のワクチン供給を受ける契約を締結[729]。
- 10月8日、厚生労働省がファイザー製ワクチンについて、2022年1月から1億2,000万回分の追加供給を受ける契約を締結した[761]。
- 12月1日、新型コロナウイルスワクチンの3回目の接種が開始された[762]。

2022年
- 1月21日、厚生労働省は5歳から11歳向けのファイザー製の新型コロナウイルスワクチンについて、特例承認した[763]。
- 2月14日、厚生労働省はファイザー製のワクチンについて1,000万回分を追加購入することで合意した[719]。
- 4月19日、厚生労働省はノババックス製の新型コロナウイルスワクチンを薬事承認した[764]。
- 5月25日、新型コロナウイルスワクチンの4回目の接種が開始された[765]。
- 6月20日、厚生労働省はジョンソン・エンド・ジョンソンのグループ会社であるヤンセンファーマの新型コロナウイルスワクチンについて薬事承認した。なお、同ワクチンの接種については公費負担の対象とはせず、希望する場合には原則自己負担での接種となる[728]。
- 9月12日、厚生労働省は新型コロナウイルスのオミクロン株に対応したワクチンの製造販売を特例承認した[766]。

#### 免疫製剤
- 武田薬品工業は、2020年5月までに海外のアメリカやドイツなどの製薬企業と提携して血漿中の抗体を使って「免疫製剤」の開発に着手した。新型コロナウイルス患者が回復し後、その患者の血液から「血漿」を取り出す。血漿の中にはウイルスを攻撃する「抗体」ができていて、外から新たなウイルスが攻撃してきても防いでくれる「免疫力」を応用し、「高度免疫グロブリン製剤」による臨床試験に着手していた[767] が、2021年4月2日に武田薬品工業は臨床第3相試験について、評価項目を達成できなかったと発表。これによりCSLベーリングと共同で結成した「CoVIg-19 Plasma Alliance」としての同プロジェクトは終了した[768]。

#### 新型コロナウイルス治療薬
2020年
- 4月15日、富士フイルムは新型インフルエンザ治療薬「アビガン」の増産を開始したと発表した。現在の月4万人分から約10万人分に増やし、秋頃に月約30万人分に増やす見込み。日本政府は備蓄を200万人分まで拡大する方針である[769]。
- 4月17日、デンカは日本政府の要請を受け、新型コロナウイルス感染拡大にむけ、治療効果が期待される治療薬・「アビガン」の原料である有機化合物「マロン酸ジエチル」の生産を開始する[770]。
- 4月28日、日本政府はアメリカのギリアド・サイエンシズ社がエボラ出血熱治療用に開発の未承認の抗ウイルス薬「レムデシビル」を新型コロナウイルスの重症者向け治療薬として、医薬品医療機器法の「特例承認」制度を適用し5月上旬に承認する。レムデシビルは、アメリカ国立衛生研究所や日本の国立国際医療研究センターが、新型コロナウイルスの治験を行ってきた。ドイツやアメリカで承認の見通しで、厚生労働省の審議会での意見聴取を踏まえ承認される見通しである。一方で、政府は、新型インフルエンザ治療薬「アビガン」を軽症者向け治療薬として治験と観察研究を行っている。安倍晋三首相が衆院本会議で、「すでに2000例以上投与され症状改善の効果があったと報告もある。早期の薬事承認を目指す」と述べた[771]。
- 4月29日、茂木敏充外務大臣は「アビガン」について70か国以上の提供要請を受け、フィリピンやマレーシア、オランダなど38か国に無償供与を明らかにした。政府の緊急無償資金協力の総額100万ドル（約1億1,000万円）で実施する。国連機関が輸送を担い、手続き完了順に発送する。対象国にはデータの提供を求め、日本の知見に活用する。厚生労働省はアビガンの承認に向けた手引をまとめ医療機関に通知、臨床データを集め分析を加速させる。すでに約1100の医療機関が参加し2000人以上に投与されている。アビガン使用には、医療機関の倫理審査委員会の事前承認、患者の同意、厚労省研究班へのデータ提供、が条件となる[772]。
- 5月3日、日本政府はアメリカの製薬会社が開発した「レムデシビル」について、医薬品医療機器法の「特例承認」制度に基づき7日に承認する。米食品医薬品局は1日、重症患者への緊急使用を認めると発表した。政府は、レムデシビルを特例承認の対象とするよう政令改正を決定した。国内で承認申請されれば、厚生労働省の審議会から意見を聴取し特例承認する。レムデシビルは人工呼吸器が必要な重症の入院患者に静脈注射で投与する。副作用は、肝臓の炎症や低血圧、吐き気、震えなどの可能性がある[773]。
- 5月4日、安倍首相は「アビガン」について、新型コロナウイルス治療薬として5月中の薬事承認を目指すと表明した。軽症者への投与を想定し、現在「3000例近い投与が行われ、臨床試験が進んでいる。有効性が確認されれば、医師の処方のもとで使えるよう薬事承認をしていきたい」と述べた[774]。
- 5月7日、西村経済再生相は熱帯病の特効薬である抗寄生虫薬「イベルメクチン」の研究支援を表明した。イベルメクチンはノーベル生理学・医学賞を受賞した大村北里大特別栄誉教授が開発に貢献した。海外で新型コロナウイルス患者に投与し、死亡率が下がった報告があり、北里大学が治験を始める[775]。
- 5月7日、日本政府はフィリピンやマレーシア、ベルギーなど44か国への「アビガン」の無償供与を開始した。国連を通じて100万ドル（約1億1,000万円）の緊急無償資金協力として提供、最終的に80か国以上となる。1か国20人分、最大100人分とし、症状改善データの提供を求め、新型コロナウイルスの治療法に役立てる[776]。
- 5月7日、厚生労働省は抗ウイルス薬「レムデシビル」を新型コロナウイルス感染症の治療薬として、国内初めて特例承認したと発表した[777]。
- 5月8日、東京大学病院は急性膵炎の治療薬「フサン」とインフルエンザ治療薬「アビガン」の併用療法による臨床研究を開始したと発表した。東大病院など6病院の入院患者に、フサンとアビガンを投与する患者と、アビガンを投与する患者を比較し検証する。フサンは細胞に侵入するのを防ぐ効果、アビガンはウイルスの増殖を防ぐ作用がある[778]。
- 5月20日、藤田医科大学はアビガンの学外専門家による評価委員会の中間解析結果について、研究責任医師の土井教授は「安全性に問題はない、研究を続ける」と発表した。有効性について、「中間解析は有効性を評価するものではない」と、現段階では判断できないと説明した。中間解析の結果、有効性を示せなかったとの報道に反論、「中間解析は効果を判定するものではない」と話した[779]。

### 治療
2020年
- 4月21日、厚生労働省は感染者本人や医療機関がパソコンやスマートフォンで体温やせきなどの症状を入力するシステムを導入する方針で、新システムは「新型コロナウイルス感染者等情報把握・管理システム（仮称）」で、保健所業務が効率的に情報を収集・管理して負担軽減を図る[780]。
- 4月21日、愛知県大口町のさくら総合病院は、再診は電話で支払いはドライブスルー。新型コロナウイルスの感染を防ぎ、患者が外出しなくても済むサービスを始めた。高齢患者の家族が電話で医師とやりとりし、専用窓口で処方箋を受け取る[781]。
- 4月24日、大阪府とソフトウェア開発会社「サイボウズ」は、ホテルで療養する軽症患者の情報をオンラインで医療機関や自治体が共有するシステムを開発した。保健所の負担軽減と業務の効率化が期待できる、患者がスマートフォンなどで保健所の質問項目に回答し、患者の情報を共有して、重症化の前兆を捉え患者を病院に搬送することが出来る[782]。

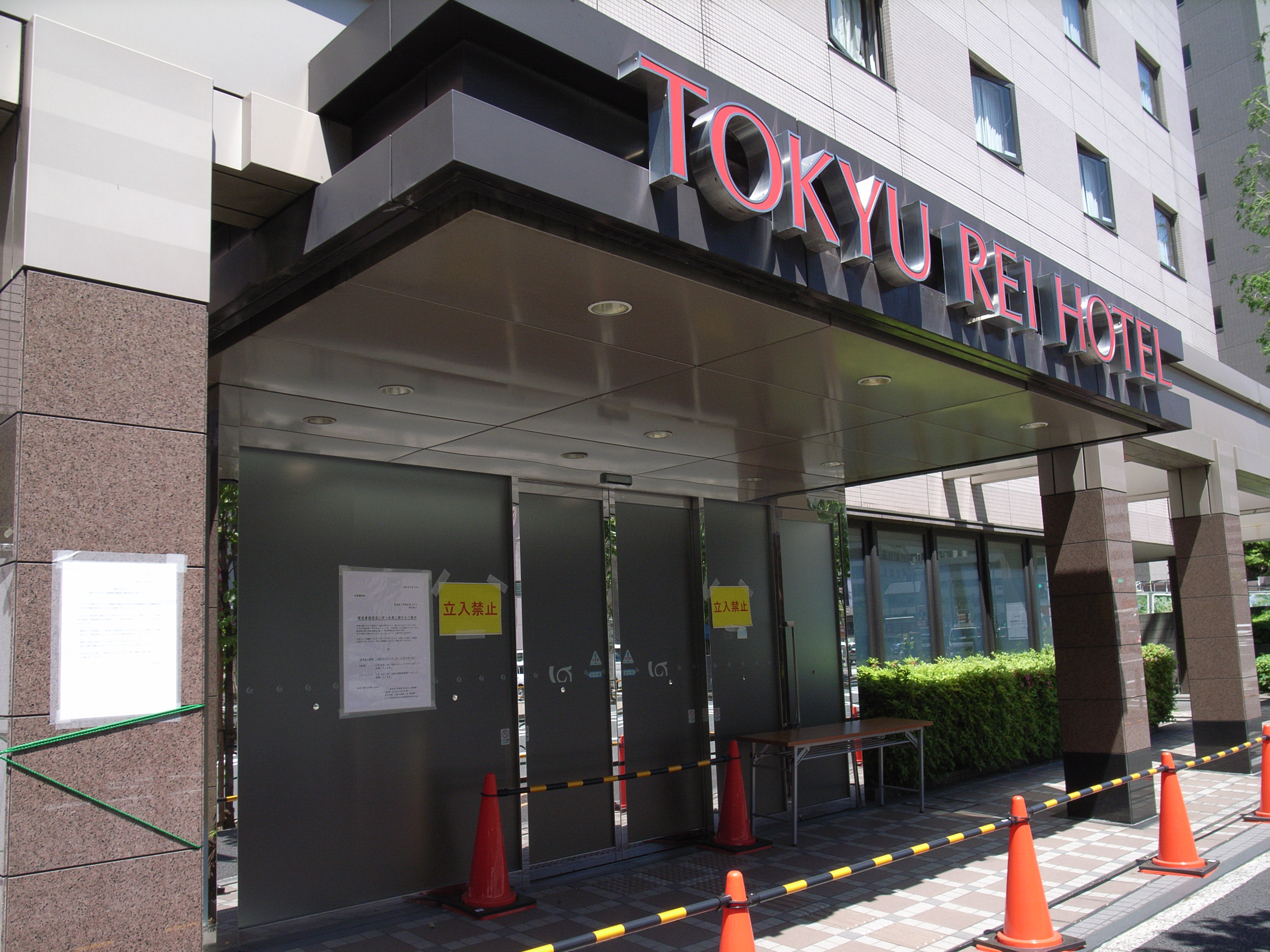
軽症者を収容する東京虎ノ門東急REIホテル

- 4月25日、東京都の小池知事は記者会見で、軽症者の療養用ホテルを公募すると228施設（計約2万2200室）の応募があったと明らかにした。4月中に借り上げの手続きを進める。従来は自宅療養とホテル療養の併用だったが、家庭内感染のリスクからホテルに一本化する[783]。
- 4月30日、政府は、酸素を必要とする中等症患者用の臨時医療施設を支援する方針を示した。現在、軽症者の療養場所は宿泊施設を基本とし、人工呼吸器が必要な重症患者や中等症患者は病院で治療を受けている。今後、感染者が爆発的に増えた場合、病院では重症者や重症化しやすい高齢者になる可能性がある。今回の支援策は、中等症患者の受け皿として都道府県が広場内にテントやプレハブ、体育館、公民館の活用を想定している。緊急経済対策の一環で新たな交付金制度などを活用、都道府県や医療機関を後押しする[784]。
- 5月3日、大阪府は民間の「阪和第二病院」を新型コロナウイルス患者を治療する専門病院にすると発表した。5月中旬の大阪市立十三市民病院に続く2か所目の専門病院となる。十三市民病院は酸素吸入が必要な中等症患者を対象とし、阪和第二病院は重症化リスクが高い軽症高齢者を受け入れる[785]。
- 5月11日、福岡県医師会は、県内全域の軽症以上の感染者にインフルエンザ治療薬「アビガン」を投与する方針。現在は藤田医科大などの臨床研究に参加し、病院がそれぞれ申請や倫理委員会の審査してアビガンを投与して結果が出ているという。今後は県を通して臨床研究に参加し、倫理委のない医療機関やホテルでの投与をめざす[786]。
- 5月13日からは2019新型コロナウイルス感染拡大で、それまで再診時にしか認められていなかったオンライン診療が、密接防止のため初診時から認められた[787]。
- 5月30日、厚生労働省はウイルス感染患者の退院基準を見直す方針。発症後14日が経過し、症状が治まって72時間経過すればPCR検査の必要はないとの方針。今までは症状がおさまり、PCR検査を実施して2回陰性の結果が出れば退院できた[788]。

## 社会・経済への影響

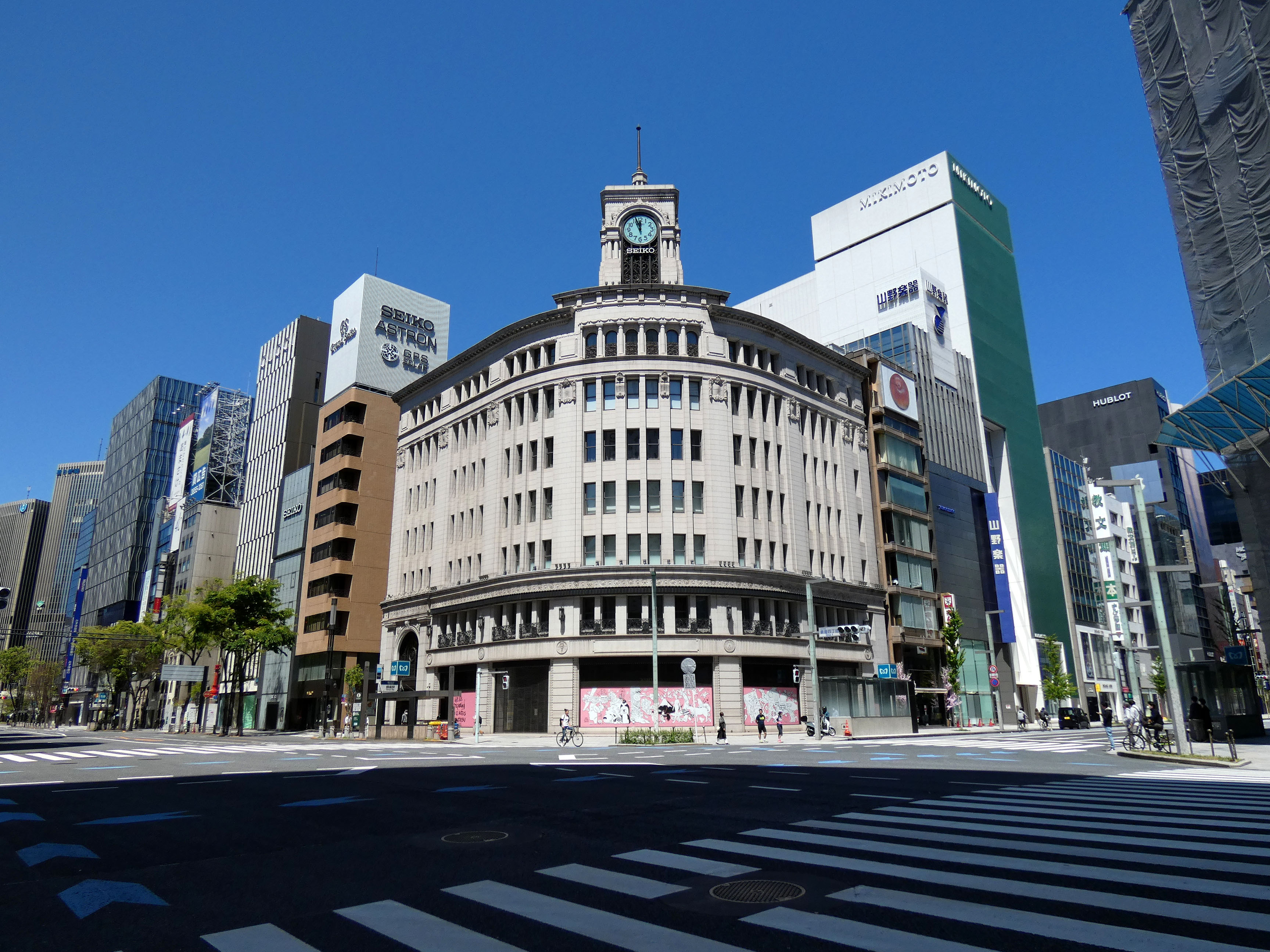
緊急事態宣言発令中の休日の銀座四丁目交差点（4月19日撮影、写真内の和光は休業中）

新型コロナウイルスの感染拡大によって各業界へ影響が及び、また多数のイベントや行事などが中止・延期された。

## その他

### 医療体制の逼迫

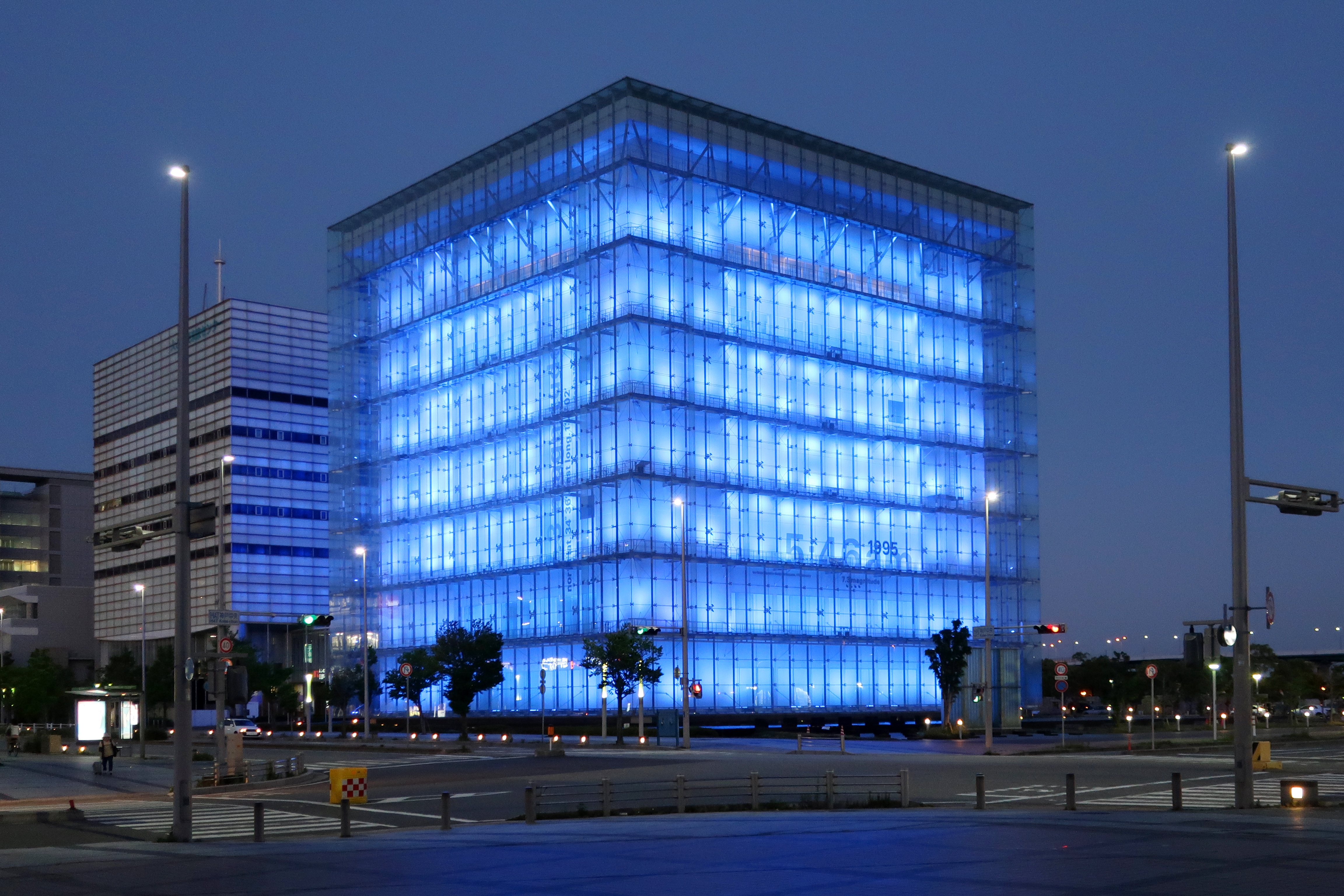
新型コロナウイルスの治療に携わる医療従事者への感謝を表し青色にライトアップされたHAT神戸・人と防災未来センター西館

日本救急医学会と日本臨床救急医学会は2020年4月9日に声明を発表し、「救急医療体制の崩壊をすでに実感している」と危機感を示した。発熱などの症状がある病人を救急搬送しても病院に受け入れられず、殆どの場合救急救命センターで受け入れざるをえなくなっている結果、重症の救急患者の受け入れができなくなっていると指摘した。
日本医師会の横倉義武会長（当時）は2020年4月26日、福岡県の状況について「医療崩壊の一歩手前」と強い危機感を示した。PCR検査の体制拡充については「3月20日ごろから検査の拡充を訴えたが、政府はなかなか動かなかった」、政府の緊急事態宣言については「もう少し早く判断してもらいたかった」と指摘した。また日本医師会の中川俊男会長（2020年6月に就任）は7月22日に、「23日からの4連休を『我慢の4連休』としていただきたい」と述べ、県境を越える移動や不要不急の外出を避けるように呼びかけた。
日本感染症学会の学術講演会が8月19日から21日にかけて開かれ、この中で学会の理事長である舘田一博は「今、日本は第2波のまっただ中にいる。この先、どう推移するのか注意が必要だ」とする見解を示した。
12月に入り全国的に感染者が増大する中で、12月21日、日本医師会など医療関係9団体は合同記者会見を開き、新型コロナウイルス感染症の感染拡大と医療体制の逼迫を受けて「医療緊急事態宣言」を出した。日本医師会の中川会長は冬季に流行するインフルエンザと比較しても、新型コロナは「別格の脅威だ」と指摘。感染者の増加が止まらないことで、「誰もが平等に医療を受けられる日本の医療制度が風前のともしびになっている」と危機感を訴えた。
ただし、これらの主張に対し、国際政治学者の三浦瑠麗は「（指定感染症二類相当対応のために）ごく少数の病院だけにコロナ患者を集中させた結果、そこが悲鳴を上げている」と病院側の体制に不備があるにもかかわらず、「全てを国民の責任にしている」と追及したうえで「なぜ医療体制がこんなに簡単に崩壊してしまうかについての分析はひとつもない」と批判 し、元厚生労働省医系技官で作家・医師の木村盛世も「毒性の強くない新型コロナを指定感染症二類相当（一部1類）という高いレベルに指定してしまったため、新型コロナ患者の受け入れ病院が限定されてしまった。これが医療崩壊危機の実態」と評している。
また、現場の医療従事者の一部からも「二類相当措置の見直しは必要」との意見もあり、日本赤十字社医療センター呼吸器内科部長の出雲雄大は12月17日のテレビ朝日系『報道ステーション』に出演し「濃厚接触者に認定されると基本的には2週間自宅待機しなければならない。当院では1度53人が濃厚接触者になったことがあり、全員にPCR検査をしたら陽性者は1人だけで、つまり52人は特に症状がなく感染もしていないのに、2週間働けない状況であった。当然人員が足りなくなり、病棟を閉鎖したり、外来や救急、手術を止めたりしなければならない」「入院は重症の患者さんを中心とするべきだと思う。濃厚接触者の洗い出しなどの作業を保健所等でしているが、そのようなマンパワーをほかに割いていくべきだ」と現状を訴え、現状の指定感染症二類相当からインフルエンザと同じ五類へ引き下げを主張した。また、感染者の入院調整などを担当する保健所からも同様の声が上がっており、大分県東部保健所長の内田勝彦（全国保健所長会会長）は、「私が勤める保健所では感染症法上で2類に分類される結核の報告数は年に30件ほどだが、新型コロナの報告は（12月上旬の）2週間で約80件。結核でいうと3年弱の業務量が2週間で押し寄せた。東京や大阪は、一気に通常の100倍以上の負担であり、土日出勤は当然で、深夜までの長時間労働で回していますが追いつかない」と状況を訴え、「2類相当という方針を、感染が拡大した地域だけでも変えるなど、柔軟に対応していただきたい」と提言している。
一方で2020年末から2021年に入り、感染した人工透析患者への対応が難しくなっており、日本透析医会でコロナ対策にあたるワーキンググループの菊地勘は透析分野では医療崩壊が起こっているという意見を表明した。
2021年1月13日、政府が既に同月7日に東京都など1都3県に発出していた特措法に基づく緊急事態宣言の地域に大阪府など2府5県を加えて追加発出を決めたが、中川日本医師会会長が記者会見で「現実は特に首都圏など緊急事態宣言対象地域において、通常の入院患者の受け入れを断るなど、すでに医療崩壊の状態になっている。さらに、このまま感染者数の増加が続くと、医療崩壊から医療壊滅になってしまう恐れがある」と危機感を表し、政府に全国的な緊急事態宣言も視野に迅速な対策を求めた。その一方で、一部の公立病院などにコロナ患者対応が集中し、民間病院のコロナ患者受け入れ態勢に不十分な点がみられるなど、特措法・感染症法の問題やコロナ患者の民間病院受け入れに消極的とされる医師会の問題が指摘されている にもかかわらず、中川はほぼ毎週行われている定例会見で、国民に対する「気の緩み」「自粛疲れ」といった精神的な問題などを批判し、緊急事態宣言の全国的な拡大や国民への行動制限を何度も訴えるなど、中川や日医に対して「国民任せだ」「上から目線で偉そうだ」などといった世論の反発も大きくなっていた が、その後、中川以下複数の日医執行部の役員が、まん延防止等措置適用中の4月に都内で行われた日本医師連盟の組織候補である自見英子参議院議員の政治資金パーティーに参加したことが明るみに出たことで、識者や世論による中川ら日医執行部へ対する批判がさらに拡大している。
新型コロナ患者の病床が増加させられない一因として、2020年から2021年冬季にかけての第三波で見られた点では、コロナ患者を受け入れる際は入念な感染防護対策が必要で、通常よりも人手や手間がかかるため、看護師らスタッフ確保の目詰まりがあることや、コロナが改善した後もリハビリが必要な高齢患者らの入院が長引いてしまうことが挙げられている。また、コロナ病床を大幅に増やせば、通常医療が圧迫されるという問題も指摘されており、2021年3月以降、国内では変異株に流行が置き換わったことで若年層でも感染・重症化しやすいとの指摘があり、入院患者や重症者数を徐々に押し上げ、さらに医療逼迫の大きな要因となっている。
2021年4月、まん延防止等措置が発令された都府県のうち、感染者が増大している大阪市、神戸市、仙台市内では急病人らの搬送先がすぐに決まらない「救急搬送困難事案」が増加しており、病床逼迫の影響があるとみられる。宮城県の仙台医療圏では新型コロナ患者の病床使用率が9割を超えており、大阪府でも吉村洋文知事は同月12日の会見で「重症の治療をしてくれている医療機関に対して新型コロナ以外の一般医療の一部の制限を要請し、コロナの重症者の病床を確保する。中身としては急ぎではない予定の入院や手術は延期を要請する」と一部の医療機関に対して医療制限を要請したことを公表している。この状況について日本医科大学特任教授の北村義浩は「（大阪府では）自分で治療法を選べない、死に方も選べない確率が高まっている。これはもう社会崩壊。医療崩壊ではなく社会崩壊に近い」と評している。
2021年7月、緊急事態宣言下での東京五輪開催の最中、首都圏を中心に感染者の増大が顕著に表れ、東京都では同月28日に一日の新規感染者が初めて3,000人を突破した。重症化リスクのある65歳以上の高齢者の感染者はCOVID-19ワクチンの優先接種の効果もあってか低水準で推移しているものの、この時点でワクチン接種が十分に行き届いていない40～50代を中心とした入院患者が増加している傾向が見られている。また、同年春に見られた「救急搬送困難事案」（前述）が再び増加しており、大阪で見られた新型コロナ専用病床の増床・確保とともに、医療機関に通常医療の制限を検討する通知を東京都が同月26日に出したことが明らかになっている。新型コロナウイルス感染症対策分科会の尾身茂会長は、同月28日の衆議院内閣委員会の閉会中審査で「医療の逼迫が既に起き始めているというのがわれわれの認識だ」と答弁し、翌29日の参議院内閣委員会の閉会中審査でも「今、まさに今までの1年半のコロナ対応の中で最も厳しい状況にいる」「このまま接触機会の増加が続くと、先般の大阪のように、自宅療養中に重症化して亡くなる人が出てくる。そういうことも当然、想定して今から対策を打つ必要がある」と答弁し、危機感を強めている。
8月に入るとこれまで首都圏中心の感染者の増大がさらに全国に波及した。同月10日には東京消防庁の救急隊が臨時編制した隊を含め全て出場中となり救急要請に応えられない状態となった。同月13日には全国の1日当たりの新規感染者が20,000人を突破する事態に陥った。総務省消防庁は同月11日に救急車が到着しても搬送先の病院がすぐに決まらない「救急搬送困難事案」が同月8日までの1週間に全国で2,897件あったと発表、7月の最初の週から1カ月余りで2.5倍に急増している。感染者の増悪による入院の調整も保健所などの業務逼迫により難航する傾向が出ており、特に東京都内では自宅療養者が20,000人を突破するなど、専門家は都内の医療提供体制は「深刻な機能不全に陥っている」と指摘する声がある。さらに同月15日までの1週間に「救急搬送困難事案」が全国で3,361件と急増し、コロナウイルスに感染した疑いがあるケースは約半数に上った。そのような最中で千葉県柏市で新型コロナウイルスに感染し自宅療養をしていた妊娠8か月の妊婦の容態が急変し、かかりつけの産婦人科医や保健所などで入院調整が行われたものの入院先が決まらず、その結果自宅で出産する事態となり、新生児は早産のため病院に搬送されたが死亡するといった事例が起きるなど、新たな問題も発生している。
8月22日、東京大学医学部附属病院の瀬戸泰之病院長は菅義偉首相と面会。瀬戸は「新型コロナウイルス感染症の医療が重要である一方で、コロナ以外の医療も重要なので、両立させることが重要だと首相に申し上げた」と、記者団に説明した。
8月23日、田村憲久厚生労働大臣と小池百合子都知事が会談し、都内の医療機関に対し改正感染症法に基づく協力要請を同日付で行う事を決めた。要請では不急の入院・手術の延期など通常医療の制限も視野に入れ、入院患者の受け入れ、病床確保、臨時の医療施設など都が要請した施設への人材派遣などに協力するよう求める。同法に基づく国の要請は初めてとなる。また、同日から東京都では増悪した自宅療養中の感染者が酸素投与を受けられる「酸素ステーション」の運用を開始している。

### 自宅・宿泊療養
- 2020年4月3日時点では厚生労働省はPCR検査で2回連続陰性か14日間、増悪がない場合は宿泊・自宅療養を解除としていた[827]。
- 埼玉県では入院できずに2020年4月14日に1人、21日に1人が亡くなった。23日時点で357人が自宅待機していた。このケースを受け、加藤勝信厚労相（当時）は基本として宿泊療養で対応する方針を示している[828]。
- 女優の岡江久美子は2020年4月3日に発熱し、医師から4、5日間の自宅での療養指示を受けたが、同月6日に症状が悪化し緊急入院した。その後、PCR検査で新型コロナウイルスに感染していることが判明し、ICUで治療を行ったが、感染予防の観点から家族は見舞うことができず、闘病の末同月23日に死去した。
- フリーアナウンサーの赤江珠緒は、テレビ朝日に勤務し『報道ステーション』の制作スタッフである夫とともに2020年4月18日に新型コロナウイルスに感染していたことが判明。夫が既に同月15日の時点で入院しており、赤江は発熱の症状がありながらも解熱剤を飲みながら、2歳になる長女（当時、PCR検査の結果は陰性であったが、後の抗体検査で陽性と確認[829]）の面倒を見るために自宅療養を選択した。感染発覚前の同月16日には「我が家は3人家族で、親が共倒れになった場合の子供の面倒は誰がみるのかという問題があります」と、両親が感染した場合に「子供の面倒を誰がみたらいいのか」という不安感を手記として公表している[830]。その後、夫が退院するとほぼ入れ替わる形で、赤江は発症11日後に入院し療養している[831]。入院の段階で赤江は肺炎を発症しており、4段階あるうちの重症度で「中等症」に分けられ、アビガンなどの投与と抗生剤の点滴を受けて症状が回復し退院。その後は自宅に戻り療養を続け、同年6月8日に仕事に復帰している[832][833]。
- 2020年4月24日時点で「特定警戒都道府県」に指定された7府県で約1,100人が自宅で療養していた。感染者が多い東京都では「保健所の調査が追い付いていない」として公表していなかった[834] が、同月30日に初めて東京都が自宅療養者数を公表し、同月28日の時点で軽症者や無症状者のうち、自宅で療養している人が635人に上るとした。都は入院の必要がない感染者について借り上げたホテルでの療養を推進していたが、希望の強い感染者には自宅療養を認めており、ホテル療養者の198人を大きく上回っていた[835]。
- 2020年冬以降、感染者が増大したことで入院や宿泊先が確定せず自宅待機となっている陽性者が増加し、体調の聞き取りを行う保健所の負担が増加していると報道された[798]。
  - 感染者が自宅待機や宿泊療養中に容態が急変し、医療機関以外で死亡した事例が2020年3月から12月まで計122人に上ることが、2021年1月6日に警察庁のまとめで分かった。特に12月は56人と急増しており、このうち自宅や高齢者施設、療養先のホテルなどで死亡は50人だった[836]。
  - 共同通信の調べによれば、2度目の特措法に基づく緊急事態宣言が発出されている11都府県で入院や宿泊療養などの振り分けが「調整中」となっている人が、2021年1月19日時点で少なくとも1万5058人に上ることが明らかになっている。多くの地域で保健所の業務が逼迫し、入院や療養先の調整が追い付いていないことが背景にあるとみられる[837]。
  - 一方で1月22日に衆議院議員で元自由民主党幹事長の石原伸晃は新型コロナウイルス感染が判明し、無症状であるものの不整脈などの既往症があることから即入院となったことに関しては「症状がある人が入院できないのに何で無症状で即入院できるんだ」「特別待遇」「上級国民」などとネット上などで疑念の声が上がっており[838]、同月25日の衆議院予算委員会では立憲民主党衆議院議員で自ら新型コロナウイルスに感染した経験がある小川淳也がこの件を取り上げ、「石原氏やご家族の気持ちを考えると言えないが、現実問題として、入院できずに亡くなっている人がいる。疑念が生じるのも無理はない」と現状の療養体制について追及している[839]。
  - 菅義偉首相は1月26日の衆議院予算委員会での答弁で「必要な検査を必要な時に受けることができない、そうした態勢ができていないことについては責任者として大変申し訳なく思う」と陳謝した[840]。
- 2021年春以降、変異株の流行により若年層も重症化する傾向が見られ、入院や宿泊療養施設への入所がすぐにできない患者がさらに増加しており、原則全員入院としていた変異株感染者も3月31日以降、厚生労働省は宿泊施設での療養も可能だとの見解を地方自治体に示しているものの、病床や療養施設も逼迫し、自宅療養で待機を余儀なくされるケースが激増している[841]。
- 厚生労働省が患者情報の集計システム「HER-SYS」で分析したところ、自宅療養中の新型コロナウイルス感染者の死亡について、2021年5月18日までの107日間で計54人に上ることが判明している。自宅療養中に容体が急変し、自治体などが対応できずに死亡するケースは、年末年始に感染が急拡大した第3波以降、全国で相次いでいる。各自治体は自宅療養者に血中酸素濃度を測るパルスオキシメーターを貸与するなどの対策を講じているが、死者数のペースは落ちていない[842]。特に感染者が急激に増大し医療危機を招いている大阪府では、同年4月29日現在で自宅で療養・待機を続ける患者が1万4000人を超えており、3月1日以降、12人が自宅療養・待機中に死亡したことも判明している[843]。
- また、自宅療養者の増加に伴い、同居家族内で感染が起きる「家庭内感染」も増加しており、飲食店を起点とした感染が家庭に持ちこまれるといった傾向もみられ、自治体では自宅療養している感染者の家族らのために、ホテルや滞在場所を確保したり、ホテル費用を助成するなどの動きがみられる[844][845][846]。
- 厚生労働省は、2021年8月10日に立憲民主党が行った新型コロナ対策本部と厚生労働部会の合同会議での質疑応答で、自宅療養中に死亡した人の人数について「把握できていないケースがたくさんあり、網羅的には把握していない」と述べている[847]。自治体側が「HER-SYS」へ入力する作業が遅れている上に、急増する感染者への対応に自治体が追われているのが原因だとした[847]。

#### 「第5波」感染拡大に伴う政府の自宅療養への方針転換
2021年7月以降、デルタ株が全国的に蔓延している「第5波」では1日における過去最多の感染者となる都道府県が続出し、高齢者と比べてワクチンの優先的な接種に及んでいない若・中年層の増悪による入院搬送が増加傾向であり、特に東京都では入院調整が難航するなど緊急医療体制が逼迫を極めている。
菅義偉首相は8月2日、逼迫する新型コロナウイルス感染症の医療体制について「重症患者や重症リスクの高い方以外は自宅での療養を基本とし、症状が悪くなれば入院できる体制を整備する」と発言し、小池百合子東京都知事も「基本的に入院は中等症以上という仕分けになっている。宿泊療養、ホテル、自宅での療養がより安全になるために指示もしている」と答え、政府はこれまでの原則入院から中等症の人の一部を自宅療養とする、事実上の方針転換を決めた。さらに田村憲久厚生労働大臣は「重症リスク、例えば年齢とか基礎疾患とかでも比較的症状が軽くてリスクがそれほど高くない方は、在宅ということも含めて対応せざるを得ない」と、高齢者や基礎疾患保有者でも自宅療養となる可能性を示唆した。
政府の療養方針転換に際し、識者や世論のほか、与野党からも厳しい批判が相次いでいる。
- 枝野幸男立憲民主党代表は、「自宅療養というのは言葉だけで、放棄としか言いようがないとんでもない状況だ」「つい先日まで『安全だ、安心だ』と政府は繰り返していた中、突然、中等症であっても病院で治療を受けるという最低限のことすらできないと言い出す。全く危機対応がなっておらず、強く憤りを感じている」と批判した[852]。
- 医師でもある小池晃日本共産党書記長は自身のTwitterで、「自宅療養者のケアもできていないのに『原則自宅（療養）』とするなら、事実上の棄民政策になりかねない」「国会を開かず、専門家の意見すら聞かず、このような方針転換は絶対に許されない」と批判した[852]。
- 玉木雄一郎国民民主党代表は自身のTwitterで、「今後、中等症でも重症化リスクの低い人は入院できなくなるが、このリスクを誰が判断するのか。保健所なのか現場の医師なのか？いずれにしても命の選別の責任を負うことになる。国は明確な基準を示すべきだ」と指摘した[852]。
- 連立与党からも公明党の高木美智代前厚生労働副大臣は4日の衆議院厚生労働委員会の閉会中審議で、「酸素吸入が必要な中等症の患者を自宅でみることはありえない。撤回も含めて検討し直していただきたい」と田村厚生労働大臣を質した[853]。
- さらに自民党も4日に開いた新型コロナウイルス感染症対策本部とワクチン対策PTの合同会議で「自宅療養はさせないのが原則だ」「医者でなければ症状を判断できない」などと異論が噴出し、党として政府に撤回を求めることを決めた[854]。
- 政府の新型コロナ感染症対策分科会の尾身茂会長は4日の衆議院厚生労働委員会の閉会中審議で、「政府とは毎日のようにいろんなことで相談、連絡、協議しているが、この件に関しては特に相談、議論したことはない」として、自宅療養方針について事前に相談が無かったことを明らかにした[855]。
- 日本医師会の中川俊男会長は4日の定例会見で、「全国の医療現場からは『中等症の人が入院できないと、急変の兆しの発見が遅れ、重篤化するケースが増えるのではないか』など、懸念の声が多数寄せられている」と懸念を述べ、往診やオンライン診療は通常の診療よりも時間がかかり、自宅療養への急激なシフトは医療現場に大きな負担をもたらす。現場の医師が重症化のリスクが高いと判断すれば適時適切に入院できるよう、政府にも対応してほしい」と要望した[856]。
- インターパーク倉持呼吸器内科の倉持仁院長は3日に出演したTBSテレビ『Nスタ』で、「中等症2とかで治療に介入していてはもう間に合わない。より早い段階で治療に介入しなければいけないので抗体カクテル療法を承認したはず。その治療は軽症者のうちにしなければならないが、入院しなければ薬は使えない。言っていることがめちゃくちゃです」と菅首相、小池都知事を厳しく批判した[857]。
- 埼玉医科大学総合医療センター総合診療内科の岡秀昭医師は、「この政策を進めるためには、40、50代のワクチン接種を進め、重症化する率をもっと下げる必要がある。ですが、この年齢のワクチン接種はまだ進んでいません。他方で、機能する重症病床をもっと増やす必要がありますが、スタッフも設備も揃える必要があり、すぐには対応できるものではない。非常に危険な勇み足だと思います」として「今回の政策は感染者を増やすことにつながるのでは」と政府の方針転換に対して危惧する見解を述べている[858]。

このような批判に対して、菅首相は4日の記者の取材に「（対象は）東京や首都圏などの爆発的感染拡大が生じている地域で、全国一律ではない」と説明。「中等症でも重症化リスクのある方は入院していただく。自宅患者もこまめに連絡を取れる態勢を作り、悪化したらすぐに入院ができる」と理解を求めたうえで、「今回の措置は必要な医療を受けられるようにするためで、理解してもらいたい」と撤回しない方針を表明した。
一方で、田村厚生労働大臣は5日の参議院厚生労働委員会の閉会中審議で、「中等症は原則入院だ」「（肺炎で息苦しければ）入院するのは当たり前」と答弁し、政府方針に対する世論の不安に対して答弁を軌道修正しており、同日に政府は与党間の実務者協議で、与党の撤回要求を踏まえて説明資料を「入院は重症患者、中等症患者で酸素投与が必要な者、投与が必要でなくても重症化リスクがある者に重点化」と修正し、中等症でも原則入院の対象とすることを明確化することで事実上の方針修正に追い込まれた。
菅義偉首相は自宅療養者が酸素の投与が必要になった場合に『酸素ステーション』を設置して対処する体制を構築することを明言しているものの、医療関係者からは「自宅療養が長引き、症状が悪化した自力で動けない人をどう搬送するのか」という課題や「保健所が健康観察や緊急時の対応を一手に担っていることで、医療機関との接点がない在宅患者が増えており、保健所に連絡がとりづらくなり、結果的に救急要請が増える悪循環が起きている」という制度面の問題を指摘する意見もあり「即効性は期待薄」との見方がある。酸素ステーションを考案したとされる神奈川県医療危機対策統括官の阿南英明は「酸素ステーションは、あくまでもその人の病床が確保されるまでの時間稼ぎ。最終的なゴールというのは、やはり病床の拡大」であり、酸素ステーションは「使うべきではないです。使うような事態は異常」と語り、「酸素ステーション作れば解決するなんて、とんでもない」と菅の発言を厳しく批判している。

### 感染者・死者数の要因

#### 2020年
日本経済新聞の矢野寿彦編集委員は2020年5月26日の同紙記事で、日本の感染者数や死亡者数などの数値は台湾や韓国などと比べても遜色ないものであるが、日本の対策はデータを重んじる合理性や一貫性を欠いていたと指摘し、「勝因」を分析する必要があるとしている。2020年5月中旬までの時点において、日本を含む東アジア諸国は欧米諸国に比べて、新型コロナウイルス感染者数も死亡者数も圧倒的に少ないが、これには遺伝的な要因が関連しているという指摘がある。
麻生太郎財務相は6月14日の参議院財政金融委員会での答弁で、日本で死者数が少ない理由について「（海外から理由を問う）電話がかかってきた。国民の民度がちがうというとみんな黙る」と答弁し、国民の協力が要因にあるという認識を示した。
京都大学iPS細胞研究所の山中伸弥所長は、日本人の死亡者が少ない背景には何らかの隠れた要因があると推測し、これを「ファクターX」と命名している。
一方で、他のアジア諸国と比較した場合、日本の2020年5月時点までの人口10万人当たりの死亡者数は0.56人と、フィリピン（0.77人）に次ぐ2位の多さとなっており、韓国（0.51人）や中国（0.32人）、台湾（0.03人）等を上回っている

#### 2021 - 2022年

日本における平均寿命の推移。年々平均寿命が伸びているが、1995年は阪神・淡路大震災、2011年は東日本大震災で減少した。2021年は、COVID-19の影響で減少したが2019年よりも伸びている

日本の2021年の平均寿命は、2020年からわずかに下がったが（女性0.14、男性0.09歳）、2019年よりも高かった。

日本の人口ピラミッド

日本は世界で最も高齢化の進んだ国であり、COVID-19は高齢者の死亡リスクが高いため、死亡率が高くなることが予想された。しかし、実際には、ニュージーランドやオーストラリア、ノルウェーなどと共に死亡率の増加（2019年12月 - 2021年12月）が最も少ない国のひとつとなった。
東京慈恵会医科大学の研究グループは、その要因について分析し、COVID-19の超過死亡率は「60歳平均余命（60歳の人があと何年生きられるかの平均値）の長さ」が最も強く相関していると結論した。「60歳平均余命の長さ」は、「高齢者に肺炎球菌やインフルエンザのワクチン接種を促す地域プログラムがある」「高齢者にやさしいコミュニティがある」「バランスのとれた栄養」「適度な運動」「助け合い精神」「誰でも高度な医療を受けられる地域医療の質の高さ」などの、総合的な指標のことであり、平時の努力の積み重ねのうえに改善される。つまり、平時から予防できる病死を確実に予防できる国では、パンデミックに対してもレジリエント（回復力、抵抗力）があると述べている。
広島大学の研究グループは、国民がマスク着用やソーシャルディスタンス、手洗いなどの感染予防に取り組んだことで、インフルエンザや肺炎球菌などCOVID-19以外の感染症が著しく減少したことを明らかにし、基礎疾患がある人や高齢者などの疾患の予防のために、行動変容を行うことは意義があると指摘した。
2021年3月3日 - 11月30日（デルタ流行期）の日本のデータでは、ワクチン接種はCOVID-19の患者数を33％（56万4596人）、死亡数を67％（1万8622人）抑制したと推算された。この試算は直接的な効果のみだが、ワクチン接種には間接的な効果もあり、全体の接種率が高くなると感染の連鎖や医療の逼迫が起こりにくくなるため、感染や死亡を抑制する効果はさらに大きいと考えられる。

#### 2023年以降
2023年1月23日、アメリカの感染対策を主導したアンソニー・ファウチは、NHKのインタビューに答え、日本のCOVID-19対策がうまくいったのは、『3密の回避』とマスク着用をしっかりと守ったからだと評価した。
2023年2月15日現在、G7（先進7ヶ国）で10万人当たりのCOVID-19による2020年からの累積死亡者数は、日本は55人であり、アメリカ337人、イタリア311人、イギリス307人、フランス255人、ドイツ200人、カナダ135人と比べて最も少ない。
超過死亡については、
日本の人口動態統計データを用いた厚生労働省研究班の分析では、2020年は過去5年のデータに基づく予測死亡数よりも平均で3.5万人少なく（過小死亡）、2021年は平均5.2万人の超過死亡、2022年は平均11.8万人の超過死亡がみられた。2020 - 2022年末までに報告されたCOVID-19の累積死者数は5万7千人で、累計超過死亡数は平均で13.5万人だった。
2024年3月に厚生労働省が22府県を対象に実施した血液検査では感染で得られる抗体保有率が60.7%となっていた。これを日本の人口に置き換えると、少なくとも約7300万人が一度は感染しているという計算となる。また、人口動態統計では、確定数（2020年 - 2023年）と確定前の概数（2024年1月 - 8月）に計上されたコロナ死者数を集計すると、約13万2千人となっていた。